# ギャル
ギャルは、英語において少女を指す girl（英語発音: [gəːrl] ガール）の、英語における俗語 gal（英語発音: [gæl] ギャル）に由来する外来語。日本語でも英語と似た 若い女性を意味する昭和初期からの流行語（モダン語）。または、10代後半から20代前半という、若く、軽薄だが健康的で元気のいい女性。容貌そのものではなく、各時代の若い日本人女性における価値観・文化・マインドであるため、「ギャルファッション」には時代ごとに変遷がある。
前者に文化的な意味合いはないが、後者には若い日本人女性ファッション的な意味合いが強くなる。本項では後者について詳述する。日本国外では若い日本人ファッションを指す言葉として、日本語のローマ字表記にあたる "gyaru" が英語に借用語がつくられ、「gal」と区別している。
平成のギャル文化である「コギャル文化（ コギャル・ファッション）」は、サンリオなど日本企業で商品化されるなど平成後でも根強い人気があり、日本ブランドとして日本政府の外務省などが「ロリータ・ファッション」と共に紹介や支援している。
ギャルからの派生語として、1990年代後半の日本で発祥した「男性のストリートファッション」、あるいはその系統に属するファッションをする男の総称は ギャル男を参照。

## ギャル文化以前の「ギャル」
昭和初期に若い女性を馬鹿にしたモダン語として、「ギャール」という表記で使われだした。
1972年（昭和47年）にラングラーから「Gals」という女性用ジーンズが発売された時に広まったとの意見もある。
1978年には少女向けファッション情報誌『ギャルズ・ライフ (GAL'S LIFE)』が創刊されたが、この雑誌は当初アメリカ西海岸のギャル文化を紹介する雑誌となっており、パンク・ロックやニュー・ウェイヴ、インディーズ系のミュージシャンが頻繁に登場するなど、日本における「ギャル文化」とは特に関係ない傾向の誌面であった。なおのちに、この雑誌は性表現の過激さが問題となり国会で取り上げられることとなる（有害図書#有害図書規制の進展を参照）。
1979年には沢田研二の曲『OH! ギャル』がヒットした。

## 昭和のギャル

### 1970年代 -
1970年代は世界的にファッションの変革が強かった時代で、ジーンズもストレートボトムのものからベルボトムが登場するようになり、よりファッションの幅や自由性が広がった期間ともいえる。また『anan』『non-no』といった女性ファッション雑誌が相次いで創刊したのもこの時代であり、ニューファッションに身を包んだ女性が多く登場した。こうした女性の中で特に神戸を中心に発生したニューファッションを「ニュートラ」（和製英語：New Traditional ） と呼び最先端ファッションとして位置付けられた。当時のファッションの最先端は女子大生や若手OLなど現在より年齢層が高いのも特徴である。
1973年に渋谷PARCO、1979年にはファッションコミュニティ109（現在はSHIBUYA-109）が開業し、それまでの新宿に代わり、渋谷が若者文化の中心地として開花しはじめた時代でもある。
一方、原宿においても1976年頃より竹下通りにブティックや飲食店が集積した商店街化し、独自のファッション文化を形成していった。また、1977年には代々木公園横に歩行者天国が導入され、渋谷とは違う若者文化が築かれていった。

### 1980年代 -

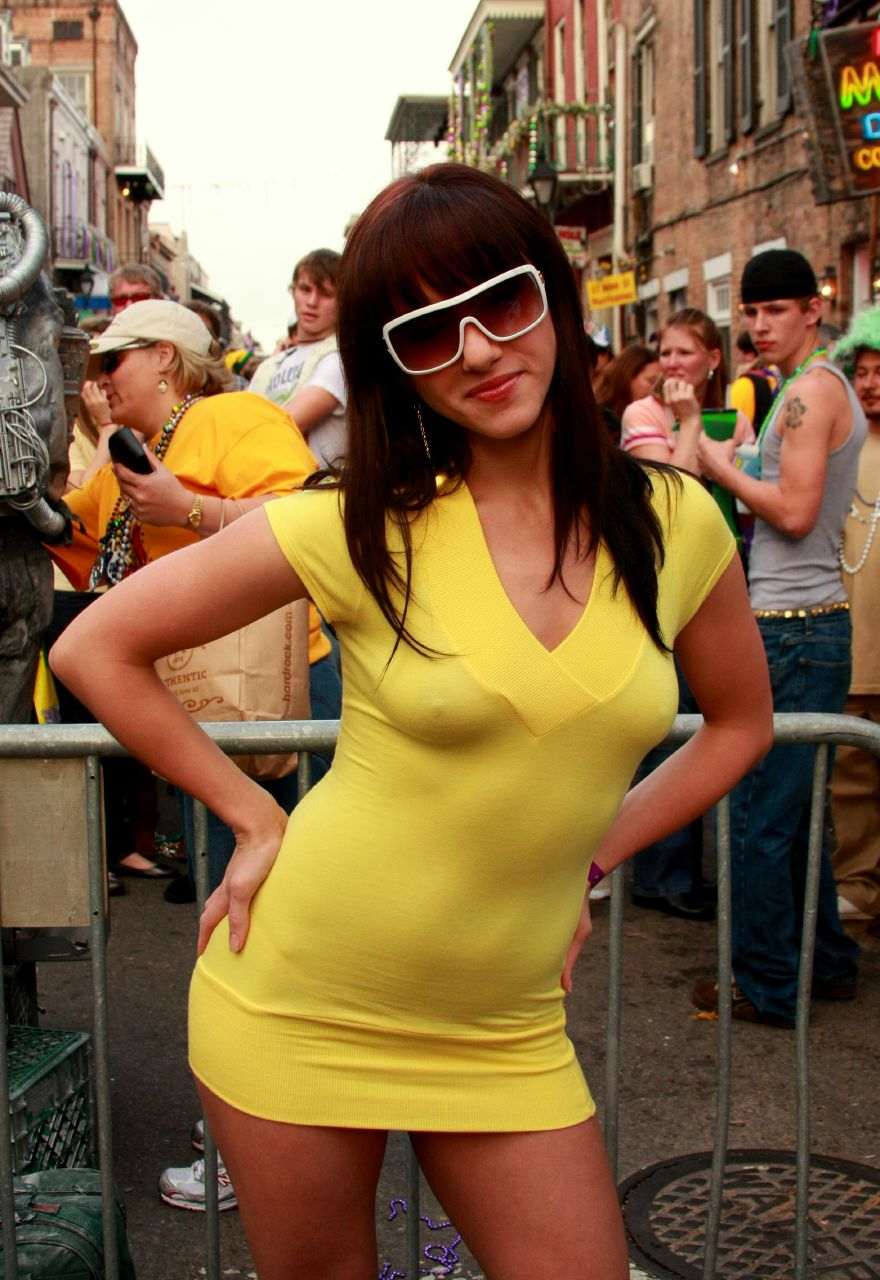
ボディコンと呼ばれるファッションに身を包む女性
（写真は2008年）

1980年代後半のバブル絶頂期には、ボディコンと呼ばれる非常にタイトでボディラインを強調したワンピースあるいはレディーススーツに身を包んだ女性が登場するようになる。発祥は1980年代前半のヨーロッパファッションであったが、日本経済が潤沢な時期でもあったためにこうしたファッションが受け入れられてくるようになる。この時期まではこのようなニューファッションを女子大生やOLが特に着用し、ギャルという言葉は若い世代の女性を指した。「ピチピチギャル」「イケイケギャル」という言葉も1980年代前期に登場した言葉である。
渋谷では、渋谷ロフトや西武SEED館（現：モヴィータ館）、109-2など様々なファッションビルや百貨店における建設ラッシュが興り、より若者らしい街へと形成していくことになる。
一方、原宿では1980年代初頭より竹の子族という路上ダンスカルチャーの一大ブームが巻き起こり、竹の子族が下火となった1980年代後半においても原宿を中心に路上ライブやパフォーマーなど様々な若者文化が興った。また、竹下通りにおいてはタレントショップが次々に開業していき、独自の流行を発信していった。

### 渋谷系と原宿系

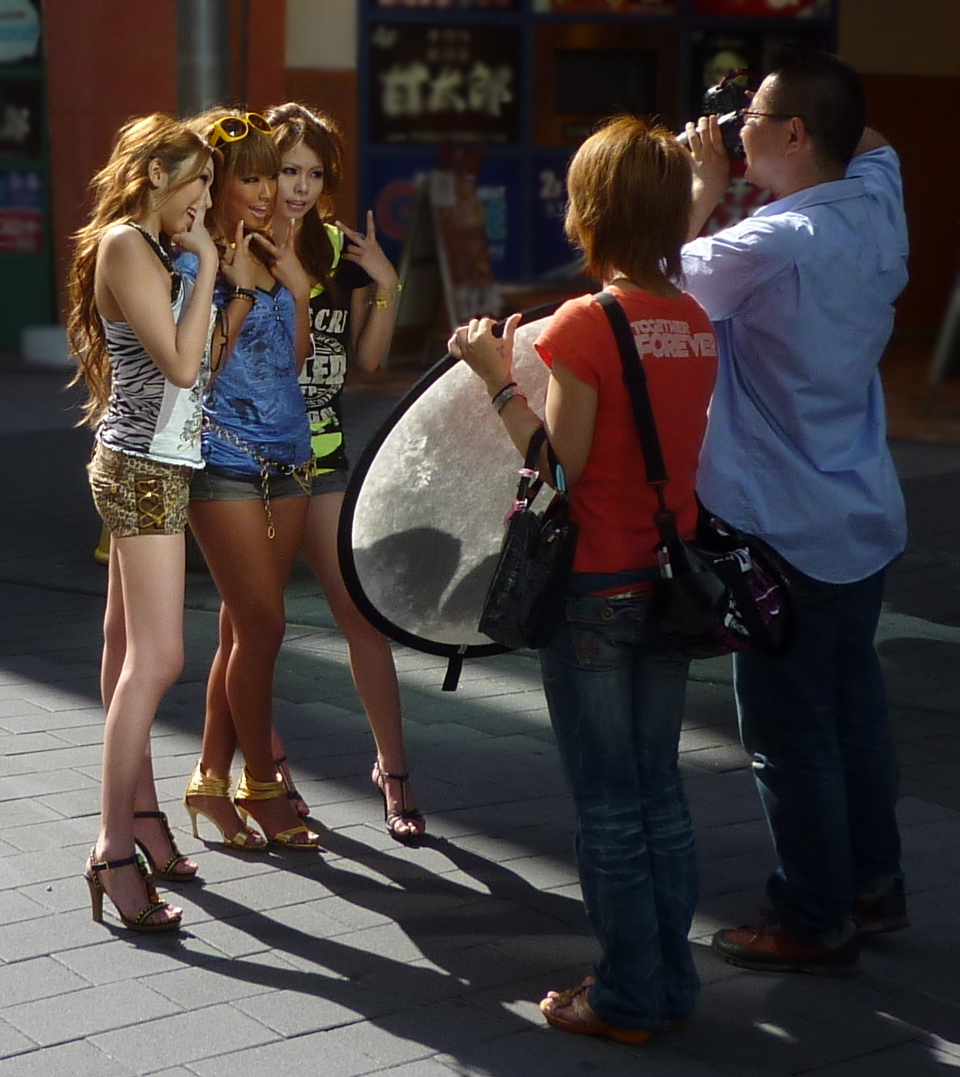
渋谷系ギャルモデルの撮影風景
（左右）白ギャル
（中央）黒ギャル
（※：2009年池袋にて）

ギャルファッション(コギャルファッション)は「渋谷系ギャル」と「原宿系ギャル」の2つに大別される。
東京においては、1973年（昭和48年）に渋谷PARCOが開店し、新宿に代わって渋谷が若者の街として流行の最先端を担うようになるという変化があった。
渋谷系ファッションのギャルを「109系」などファッションビルの名称を使用して細分化する例が見られ、特に地方のギャルファッションを取り扱う商業施設をこのように呼称する場合も多い。代表的な例としては名古屋駅前にある近鉄パッセや、札幌大通にある4丁目プラザ（再開発により閉鎖）など、こうした商業施設のファッションを109系と呼ぶ。この他に商業施設の名称を使用したギャルファッションの細分化に「丸井・パルコ系」などと呼ばれるものもある。
一方、渋谷系ファッションに限らず原宿系ファッションに対してもギャルという言葉が用いられる場合もある。この理由は原宿系ファッションも10代中盤から後半、20代前半にかけての最先端ファッションの1つとして広く認識されていることが大きい。ファッションのテイストやメイクの手法が根本的に違うために厳密には彼女らのファッションは全く別の変異を遂げたギャルである。原宿系ギャルは元来はロック系のファッションを取り扱う店舗も多かったことと、ロック系のメイクは細部の異なりはあるもののギャルのメイクを踏襲した手法が用いられるため、こうした女性が集まるために原宿系を「ギャル」と誤認されたともいえ、この場合は広義におけるギャルとも見做せるが、その興りと歴史には差異が見られる。
ギャルファッションは当初、渋谷系ファッションとして興ったものであった。そのため狭義におけるギャルとは1990年代中期から末期にかけて、渋谷を中心に活動する前衛的なファッションをする女性を指して表現する言葉であった。当時は女子高生や女子中学生といった世代を反映してコギャル、あるいはマゴギャルなどという語で呼ばれることが多かったが、現在ではどの世代もギャルを使用することで落ち着いている。また、当時はお姉系というファッションも流行を示しており、本来はギャルに該当する女性が趣味嗜好をそのまま維持して大人になった者を指していたが、現在は過去にギャルであったか否かは別として独立的なファッションを形成している。また、ギャルファッションが進化を遂げる過程で、その中間的な役割としてお姉ギャル（オネギャル）という存在もあったが、ファッションの系統の分類が明確化された現在では前述の通りギャルとお姉系が完全に別物もファッションとなってしまったため、お姉ギャルという言葉はファッション用語としてあまり用いられなくなりつつある。
『Popteen』『egg』『Ranzuki』、あるいはかつて発行されていた『Cawaii!』などといったファッション雑誌がギャルに対して大きく影響を与えており、これらの雑誌内にはギャルのアイデンティティなども色濃く書かれ、特に雑誌内に登場するモデルは他のティーンズ誌と比較するとオープンな活動を行っている者も多い。それらに影響された読者がサークル（ギャルサーとも呼ばれる）を作って活動している者も多くみられる。また、雑誌内のコラムやアイデンティティがしばしば性的描写が過度になってしまったために問題となる場合もあった。
また、ギャルに相当する男性を「ギャル男（ギャルお）」と呼ぶこともあった。彼らのファッションを取り扱う雑誌『men's egg』は、前述のギャル系ファッション雑誌『egg』の兄弟誌として創刊された経緯があり、当初のコンセプトの一つとして「ギャルの理想的な彼氏（または一緒に連れて歩く男性）」としてこの言葉が用いられた。現在ではギャル男という言葉はほとんど聞かれず、代わりに「お兄系（おにいけい）」と呼ばれるが、お兄系は本来ジャニーズ系ファッション（丸井・パルコ系）までの綺麗目なファッションを含む幅広い呼称であったものが、次第に雑誌『MEN'S KNUCKLE』に登場するようなファッションが「強めのお兄」と呼ばれ始め、最終的にはこれをお兄系という呼称することに落ち着いた。これらの記述から分かる通り、お姉系とお兄系とでも進化の過程に大きな差異がある

## 平成のギャル

### 1990年代 -
1990年代に入っても、ギャルという言葉は使用され続けた。特に中尊寺ゆつこが描いた漫画、『スイートスポット』に登場する「オヤジギャル」は、流行語大賞を獲得するまでの知名度を得た。このオヤジギャルとは主に当時の若いOLを風刺した題材でもあり、1980年代の末期より流行していたジュリアナ族のように、企業の就業時間の定時時刻である17時頃を迎えるとこぞってOLの制服からボディコンに着替え、夜な夜な街に繰り出してはディスコで踊ったりする反面、どこか中高年男性（オヤジ）のような性格を髣髴させる、女性としてはどことなくルーズでかつ大和撫子的要素の欠損した女性を的確に描いたものであった。この現象はギャルそのものファッションとはあまり関連はないものの、ギャルのイメージを「見た目は最先端ながらも言動に秩序やマナーなどがどこか欠落している」と印象付けたともいえ、後に流行するギャル、コギャルらは当時の比較対象としてオヤジギャルを引き合いに出されていた。
この頃の渋谷では、109やPARCOなどのショップテナントが次第に10代向けのものに変移していったことにより、ティーンズファッションの最先端地区としての地位を確立していくこととなる。
一方、原宿においても1993年頃から、メインストリートから少し入った地区で（地名ではないが俗に「裏原宿」と呼ばれた）、比較的テナント賃料が安い物件でストリートファッションを開花させた「裏原系」が興っていく。また、1998年頃からはゴスロリファッションが興り、のちにギャル系とも結びついてさらに多様な若者文化を形成していくこととなる。

#### コギャル・アムラー

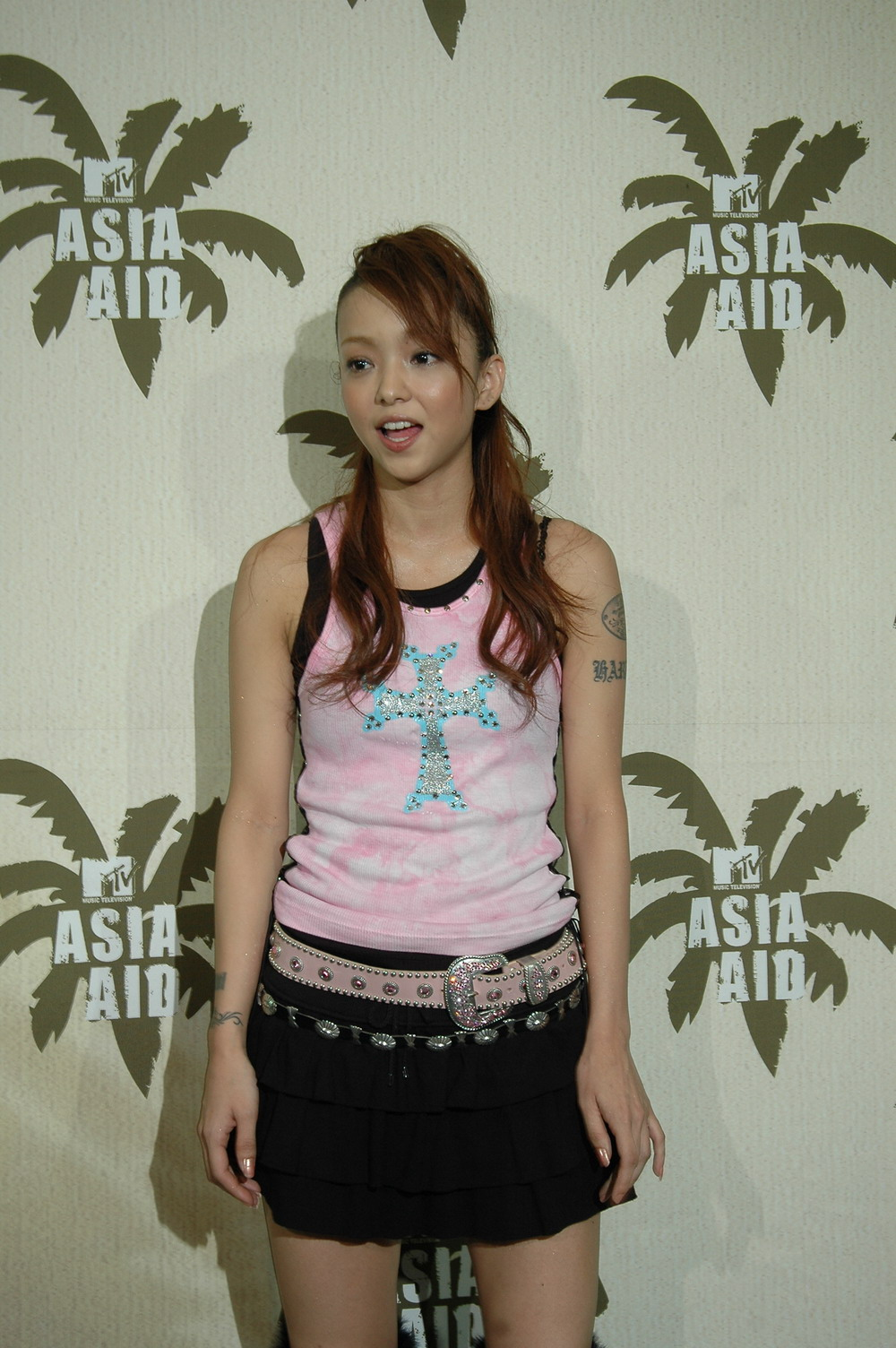
1990年代後半のギャルのカリスマとなった安室奈美恵
（写真は2005年）

バブル崩壊直後の1992年から1993年にかけて、スカートを短くしてルーズソックスを履いた、それ以前では見られなかった制服の着崩しをした女子高生が登場し、それ以前のジュリアナのお立ち台ギャルや女子大生ブームと入れ替わる形で、マスメディアから注目され始めた。
1990年代に入ってからは、ストリートファッションなど「カジュアル」というキーワードをもったファッションが注目される。また、10代の女性の間ではSUPER MONKEY'Sの安室奈美恵の登場により、彼女の装いに特に影響された者が続出した。この現象もしくは安室に心酔した彼女らのことを「アムラー」と呼び、10代の女性の多くが彼女のファッションである1970年代風のサーファーファッション、LAファッションなど回帰的なファッションが流行を示した。特に大きな変化として、それまでの日本人にはあまり馴染みがなかった茶髪に対する抵抗感がなくなったことが挙げられる。このファッションの流れを汲むのが狭義でのギャルの原点であるというのが定説となっている。また安室は「初代ギャルのカリスマ」とされた。
「コギャル」という言葉は、上記のアムラーの発生とほぼ同時期の流行語とされ、前述のルーズソックスを履いた女子高生が流行し始めた1993年頃から、写真週刊誌『フライデー』などの媒体に記述が見られるようになった。ただし、本格的にコギャルという言葉が使われ出したのは、バブル崩壊などの影響で、1980年代から続いていたOL・女子大生ブームが完全に終焉し、「女子高生ブーム」が本格化していた1995年前後からである。これは、若者の娯楽や風俗までが、より低年齢である女子高生・女子中学生を中心とした文化に変化していたことを象徴しており、以降、広告代理店や企業のマーケティングも、未成年の学生をターゲットとする傾向が強くなる。
OL・女子大生ブームの担い手が、1960年代生まれのバブル世代であったのに対して、この当時のギャルの年齢層は1970年代後半から1980年生まれ前後の「ポスト団塊ジュニア」の女性に相当する。コギャルの語源については諸説あるが、有力な説としてはディスコ・クラブにおいてエントランスチェックの黒服が、本来は深夜入場が不可な女子高校生を成人女性と区別するための隠語として、幼く見えるギャルを「子ギャル」「小ギャル」と呼んでいたという説や、「格好はギャルだけど、未だ本物のギャルになりきれない格好だけのギャル」から、「カッコ（格好）・ギャル」と呼ぶようになり、その「カッコギャル」が縮まって「コギャル」となったという説、またそれをマスメディアが「コギャル」の「コ」を「子」ないし「小」であると誤認した結果であるとする説、あるいは「高校生ギャル」を略して「コーギャル（高ギャル）」からコギャルという言葉に派生した説もある。いずれも検証は不可能ではあるが、10代の女性（特に女子高校生）に対して主に使用されることが多かった言葉である。

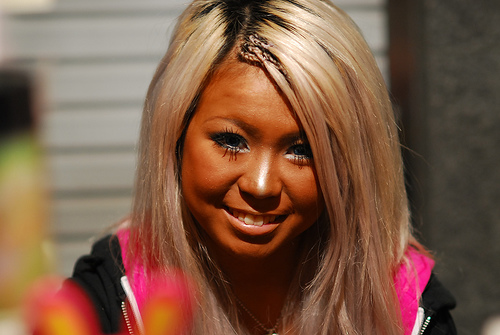
コギャルの一例。1990年代中期から後期にかけてのメイクやヘアスタイル。ガングロと呼ばれる強いタンニングを行っているのも特徴

この他にマスメディア主導によって誕生した派生語に「中学生のギャル」を指すマゴギャル（孫ギャル）があったが、上記のように、コギャルの語源とは違った解釈がなされた結果生まれた派生語の可能性もある。1990年代末期にはすでに高校を卒業した身分でありながらも、当時のコギャルとなんら変わりないメッシュを入れた髪で制服に身を包み、ルーズソックスにローファーを履いて街に繰り出すという「なんちゃってコギャル」という女性も存在した。

当時は「コギャルブーム」と言われるほどの流行で、ワイドショーや週刊誌を初めとして、メディアではコギャルの特集が連日連夜と報道された。ただし、その影では若者の貞操概念や道徳観の欠落など様々な問題も同時に取り上げられ、特に「援助交際」に関しては、児童買春・児童ポルノ禁止法が未整備であったことや、あるいは青少年保護条例が現代ほど機能していなかった時代であり、強く問題視された。そうした出処の資金源があってこそ高校生や中学生の身分で非常に高価なファッションを装うことができることにも着目され、目まぐるしく変化する時代の流行に順応してゆく彼女らを絡めて、多様なコギャル像が構築されていた。
1990年代を賑わせたコギャルであるが、2000年代に入るとマスコミ媒体ではほとんど聞かれなくなる。ただし、アメリカなどの諸外国では "Kogal" として日本の若い女性を表す一般的な言葉として認識されている。ただし、どちらかというと諸外国ではKogalはフェティシズムの1つとして認識されている。

#### ヤマンバギャル

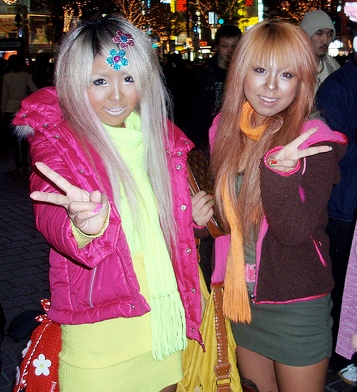
（左）初期のヤマンバ
（右）2000年ごろのギャル

1999年 から2000年頃に流行した。語源は山姥（やまうば、転訛してやまんば）。日本民話で紹介される山姥が総じて白髪で手入れをしていない長髪であったことから由来する。それまでギャルやコギャルにも採用されていたガングロや化粧に加え、髪の毛の脱色が特に顕著であり、白髪に近い金髪・銀髪や、部分的な着色・脱色をしたメッシュを施し、乱れたように形作った髪形が特徴であった。また、ネガポジ反転をしたかのようなメイクが流行となり、自身のタンニングされた黒い肌と対照的に白い色のグロスやアイラインを施すことがヤマンバの間で大流行した。
またこの頃、何日も風呂に入らず下着も替えないような不潔にしているギャルが「汚ギャル（おギャル）」と呼ばれ、テレビのワイドショーやバラエティ番組『学校へ行こう!』などで頻繁に取り上げられていた。特にヤマンバにあたるギャルがターゲットにされることが多かった。彼女らは顔も洗わず、化粧も上塗りを繰り返すためにヤマンバや後述のマンバ以上に濃く、ショーツ（パンティー）の中にナプキンをあてがい、それを取り替えることで必要最低限の衛生を保っていた。このようなことがバラエティで紹介されていたのもギャルの社会風刺の1つであり、特に当時のギャル・ヤマンバは家出をすることが日常的で、こうした彼女らの行動パターンから「プチ家出」という流行語にも発展した。プチ家出中は外泊を繰り返すが、その間は渋谷や池袋などで野宿を行ったり、一人暮らしの男性の部屋に上がっては「男女間のバーター取引」を条件に風呂や食事を提供してもらう、などの行為もマスコミなどに取り上げられ問題となり、同時期のキレる若者論と並んで、マスメディアや年長者から批判の対象とされることも多かった。

### 2000年代 -

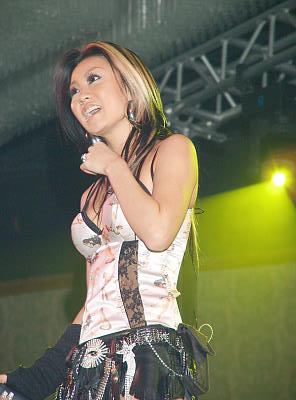
第3のギャルのカリスマと謳われる倖田來未
（写真は2005年）

2000年代に入ってからも、浜崎あゆみや倖田來未のブレイクにより、ギャル文化は若者の間で一定の地位を獲得していた。しかし、2005年前後に発生した上戸彩、長澤まさみ、新垣結衣、堀北真希、戸田恵梨香等を中心とした清純派女優ブームや、2006年にデビューしたAKB48の台頭などで、2000年代後半からは、黒髪とナチュラルメイクが中心の清楚系ブームが到来。若い女性の間でも、派手なファッションをすることが必ずしもイケているという共通認識が無くなり、1990年代末から2000年代前半に全盛を極めていたギャル文化が衰退し始め、若者文化の中心ではなくなっていくことになる。

#### マンバ

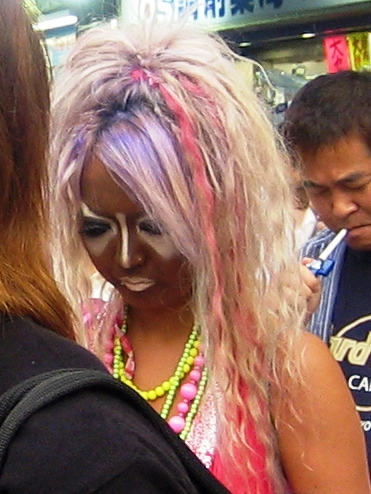
マンバの一例。ヤマンバで流行したヘアスタイルに新たに特徴的なメイクを施している。

2003年から2012年頃まで継続していたギャルファッションの一つ。ヤマンバの進化系ファッションであり、ヤマンバにもあったガングロもさらに強くタンニングを行ってゴングロ、あるいはバチグロと呼ばれるさらに黒く焼けた肌を求めた。
ヤマンバを継承しているため白い口紅やアイラインはそのまま使われるが、アイラインに関しては特に目の周りにも白の濃く幅広に引き、まるでフェイスペインティングに近い感覚で描きこむようにメイクがなされた。アイメイクは縁にマスカラや黒いアイライナー、アイペンシルで色濃くラインを描き、唇には白系のリップグロスなどを塗るなどといった化粧をしており、ヤマンバに比べると今までの常識では考えられないメイクとなった。
ファッションは極端に短いミニスカートを中心にコーディネートされており、原色系や派手な柄物でまとめるのが特徴。バービー人形のようなマンバスタイルをバンバ、セレブ系のファッションを取り入れたマンバをセレンバと呼ぶ。全盛期に比べ数は少なくなったものの、渋谷の「げーはーこ」に代表されるように一部でこのファッションが見られた。また、マンバに相当するファッションを装った男性をセンターGUYと呼ぶ。

#### ビビンバ
ギャルファッションのひとつで、未成年者を中心にマンバでかつB系の格好をしている。渋谷を中心に棲息し、一部ではギャルサーを作って活動していた。

#### 白ギャル

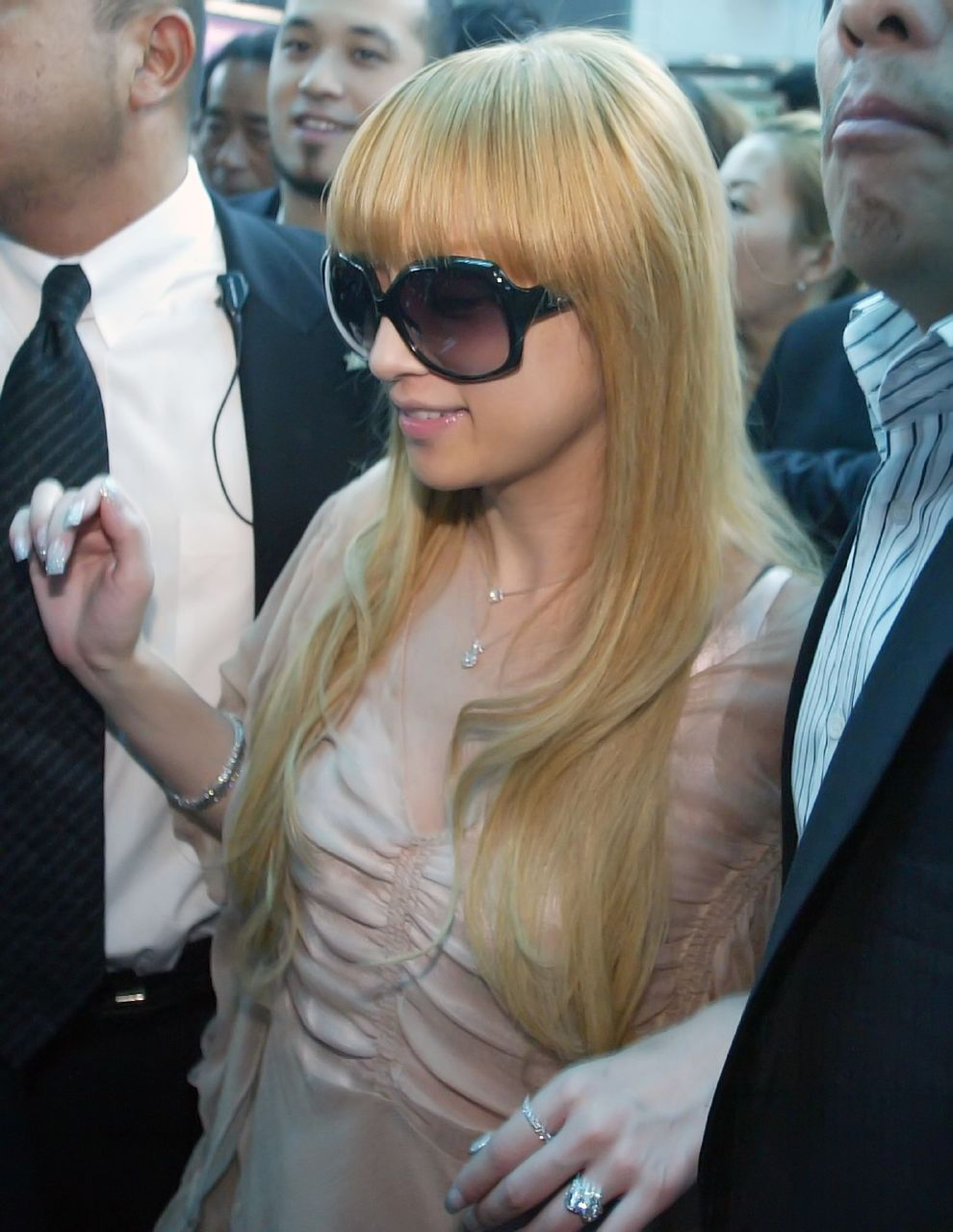
第2のギャルのカリスマと謳われる浜崎あゆみ
（写真は2007年）

この時代のギャルファッションの大きな変革の1つとして「白ギャル」が登場したことにより、より幅広いギャル系の派生や進化を生むようになる。それまでのギャルとは日焼けサロンに通って自身のタンニング具合を維持するなどしていた。これは前述までの流れでも分かるとおり、ギャルが本来はサーファーファッションやLAファッションを源流としたためであった。
しかし、初代ギャルのカリスマと謳われた安室奈美恵が、出産を控えた産休でしばらく芸能界から離れることとなったため、その後に登場した浜崎あゆみが2000年頃から本格的にブレイクし始めてくると、その容姿や風貌から「第2のギャルのカリスマ」となった。また、時同じくして化粧業界でも美白ブームが起こっており、浜崎のような白い肌にブリーチによって金髪に近い色にした髪は年頃の近い女性に大きく支持された。
2000年以降に登場するギャルは「白ギャル」と呼ばれる系派が次第に勢力を増してゆくことになる。白ギャルはお姉系ファッションに比較的近い感覚を好む傾向があり、黒ギャルに比べて落ち着いた印象があるため、一見して明確なテイストの違いを識別できる。

#### お姉ギャル（オネギャル）
雑誌『S Cawaii!』の創刊とともに、特に高校を卒業したギャルを指して2000年頃によく使われた。当時のギャル系とお姉系との間のファッションコンセプト自体に根本的な違いがあり、実際に1990年代末期当時に発売されていたお姉系の赤文字雑誌の中で最も発行部数を占めていたのは『JJ』のようなお姉系の中でも上品な部類に位置されるファッション雑誌であった。そのため、ギャルからお姉系への移行を目的としたニッチ的なジャンルとしてお姉ギャルが誕生した。
お姉ギャルは全体的にシンプルにまとめるのが特徴的で、ファッションに原色を中心にまとめているギャルとは見た目が全く違っていた。ただしメイクに関してはギャルが好んだ「目力（めぢから）を強調したメイク」を踏襲しており、眉や目のラインを念入りに書き込んだ。またお姉系への移行を兼ねていたため、肌の色は当時より登場していた「白ギャル」の系統であった。
その後しばらくはお姉ギャルという言葉が使われていたが、2004年頃から『CanCam』『ViVi』などのお姉系雑誌にギャルが直接移行し始めたため、2006年頃よりお姉ギャルという言葉自体は使われなくなっていくが、ギャルと他のファッション系統との中間的な位置付けのファッション雑誌として『S Cawaii!』は残っていた。当時のお姉ギャルは2010年代のセレカジに近い着こなしであった。

#### スポギャル
「スポーティなギャル」の略で登場した系統の一種。2000年頃に登場し、ONE*WAY、Jassie、ラヴァーズハウスなどのポップな印象の強いギャル系ブランドで活発な女性を強調したファッションである。特にSkechersの厚底スニーカーを着用するのが定番となった。
しかし、女子中学生やギャルに憧れる小学生など若年層からの支持が強かった反面、高校生以上からの評価はあまり芳しくなく、実際に数年後には女児向けファッションとしてスポギャルのコンセプトを踏襲したため、中高生の間からスポギャル支持層が激減してしまった。なお、ONE*WAYと同じ「ヤングファッション研究所」が展開するブランドのone spoもスポーティかつセクシーをコンセプトとしているが、当時のスポギャルとは全く性質もファッションも違うものである。

#### アルバカ
2003年から2004年まで流行したギャルのファッション傾向の1つ。なお、アルバカとは中国語版の日本の若者用語辞典によると「全身をアルバローザで包んだ派手なギャルのこと」とある。実際に語源はファッションブランドのALBA ROSAの略である「アルバ」と、それを熱狂的に好む者の意味から「馬鹿」を加えて「アルバカ」と称した。
ALBA ROSAは1980年代から続くリゾート系ブランドで、1990年代のアムラー・コギャル世代でもカリスマ化されたブランドであった。当時の他のギャルブランドと比較して価格帯が高いため高嶺の花状態になっていた。2003年に大判のツートンカラーのブロックチェックに同ブランドのロゴであるハイビスカスを描いた通称「大柄ハイビ」が大流行し、これを機に全身をALBA ROSAで包み込むアルバカというファッションが流行した。
アルバカは白ギャル・黒ギャルを問わない流行となり一世を風靡していたが、2004年頃よりセンターGUYと呼ばれるマンバファッションをした男性が登場。そして当時のALBA ROSAはレディスのみでメンズの取り扱いはなかったにもかかわらず、彼らもALBA ROSAを好んで着用した。このことからALBA ROSAのブランドイメージが崩れ、当時から流行を見せていたインターネットオークションで大柄ハイビだけが中古流通する事態にまで発展してしまい、最終的にはALBA ROSAが一時休業するまでの事態になった。

#### キグルミン
2004年前後、一時的に流行した。主に黒ギャルに多く見られ、牛などの動物やキャラクターの着ぐるみ風パジャマを身にまとって市街地などの賑やかな場所を徘徊していた。語源は「着ぐるみ + 民」である。後にスウェット族へと移行した。

#### ロマンバ
2005年頃より少数派ながら現れたマンバの派生。後に姫ロリと呼ばれるファッションの原点であるロマ系とマンバを融合させたもの。なお、ロマ系は2003年頃より誕生した言葉である。

#### サーフ系
女性のサーファーファッション自体は以前より存在していたが、2005年頃より再流行しはじめる。特徴としてはこの時期になると自身のファッションに対して「ギャル」と位置付けずに「サーフ系」と位置付けるようになったのが特徴。なお、1990年代末期から2000年代初期にかけて男性の間で流行った「サーファー系」とは全く別ジャンルのファッションである。
特にブランドではCOCOLULUが流行し、デニムのミニスカートやジーンズのヒップに同ブランドのロゴがプリントされた「ケツルル」が一世を風靡した。2005年当時のサーフ系は特にデニム素材を良く用いたファッションが流行した。ボトムはバギーをヒップハングするような着こなしが流行していたのもあって、Aラインを意識したシルエットを構築していた。現在でもギャルの中には自身のファッションをサーフ系と位置付ける者がいる。

#### サイケギャル（ヒッピーギャル）
SLYやmoussyなどバロックジャパンリミテッドが展開する一部のブランドで、サイケデリックをコンセプトとした「サイケギャル」「ヒッピーギャル」が登場した。
エスニックファッションをモチーフとしたギャルで、当時の男性にも一部流行していたデリッカーと共通する部分も多い。サイケデリックトランスなどの音楽を好み、レイヴなどの音楽パーティーによく出没する。

#### age嬢（あげじょう）

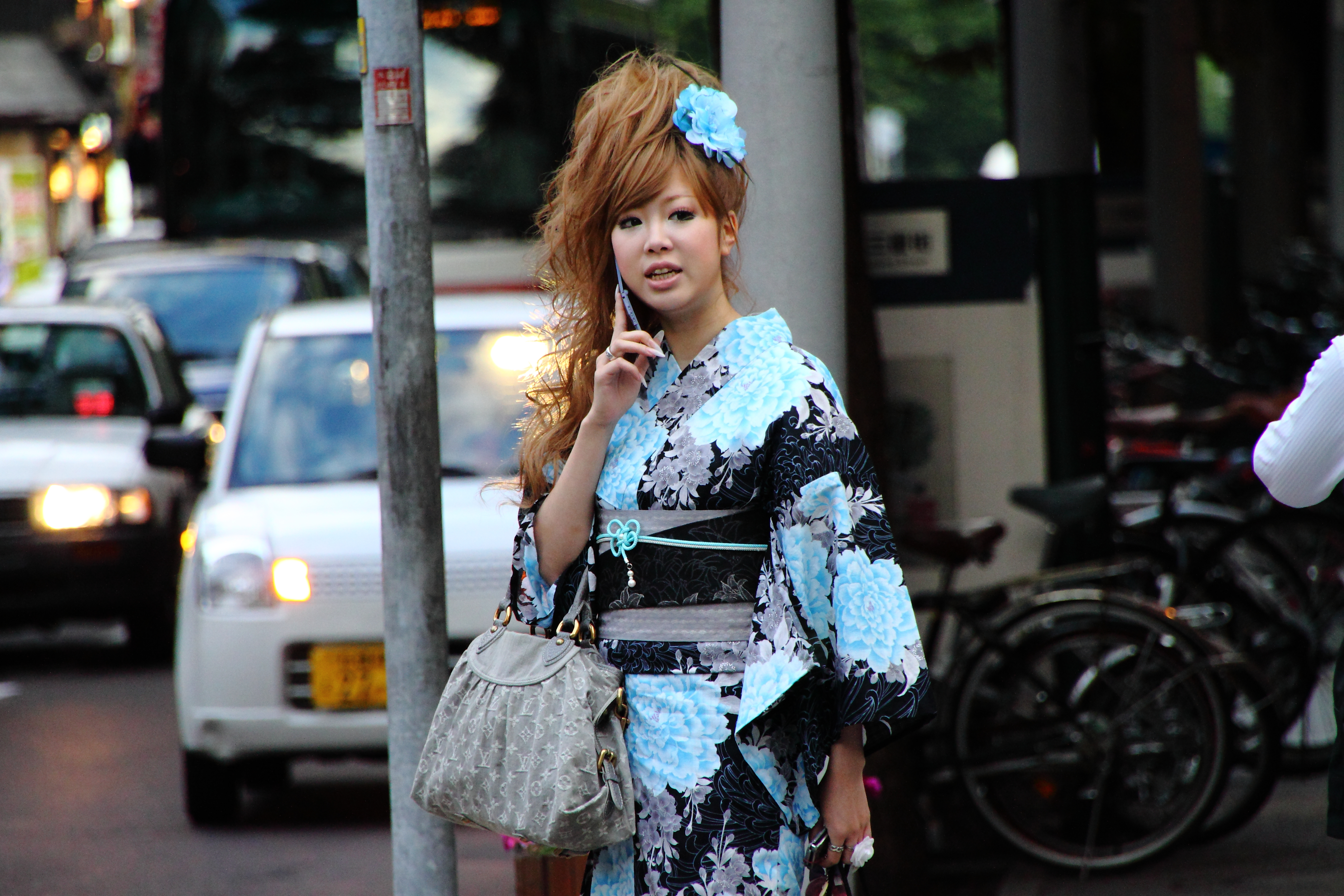
浴衣を着たすすきのの女性。age嬢を意識した盛り髪をしているのが特徴
（写真は2010年）

ファッション雑誌『小悪魔ageha』が創刊した2006年から2011年頃まで継続したギャルファッションのひとつ。ただし、age嬢という言葉自体はファッションのジャンルではなく、後述のようなメイクやヘアスタイルに特化したギャルに対する称号的な呼称と言える。
『小悪魔ageha』はキャバクラやクラブなど夜の仕事に従事するキャバ嬢（ギャル）をそのままモデルとして起用するという業界初の試みを行った雑誌であり、誌面に登場する一般モデルを「age嬢」と呼んだことが語源となっている。なお同誌創刊以前にファッション雑誌『nuts』の増刊ムック本としていた頃は「小悪魔系」と呼ばれていた。
ギャルファッションの多くは一般的な企業からの理解を得るのが難しく、自身のファッションスタイルを貫き通しながら社会人として活動するためには、そのファッション系統のアパレル販売員になるか、キャバクラなど風俗営業を行う店舗に従事するかの狭い選択肢しかなかった。したがって、ギャルファッションを好む女性の多くが社会人となった後にキャバ嬢として就業し、また109系アパレルショップの顧客に水商売系の女性が多く見られ、ギャル系アパレルとキャバクラには需要と供給のニーズが合致したこと、さらにはギャル系アパレル業界に従事することを正職とすれば表裏関係にキャバ嬢としての副職があることも暗黙視された。またage嬢がメディアに注目され、一種のアイドルのように扱われた事もあり、ギャルに憧れる女子高生や女子中学生、果ては女子小学生にまでキャバ嬢に対する支持を得て、女子小学生が将来なりたい職業の1位にキャバ嬢がランクインされたり、非常に濃い化粧をする小学生の女児が現れるなど、広い分野で美意識に対して変化が見られるようにもなった。実際に『小悪魔ageha』創刊前から、「夜の仕事に従事する人のメイクやファッション」が、ギャルファッションにおいて一定の注目をされていたことからも、「age嬢」流行の登場が必然的であったことがうかがえる。
『小悪魔ageha』が創刊されると、雑誌に掲載されたage嬢のセルフメイクや私服が女子高生以下の若い年齢層の女性を中心に好評を博した。
ヘアスタイルに関しては基本が盛り髪、巻き髪となり、メイクは目力を強調したものであるが、それまでのギャルと根本的な違いはそのメイク技術が非常に洗練されている点であり、また服飾よりもメイクとヘアスタイルに特化した「美」そのものを追求した構成であったことが特に若い女性の間で評価された。またそれまでギャルが行うメイクに対して、懐疑的または敬遠していた層がage嬢のメイクを取り入れたことにより、他のファッションジャンルへ変化を与えた要素も少なからずあった。
その他、着物や浴衣などの和服に関しても、従来のギャルよりage嬢の方がより着用をするようになった。

#### 姫ロリ

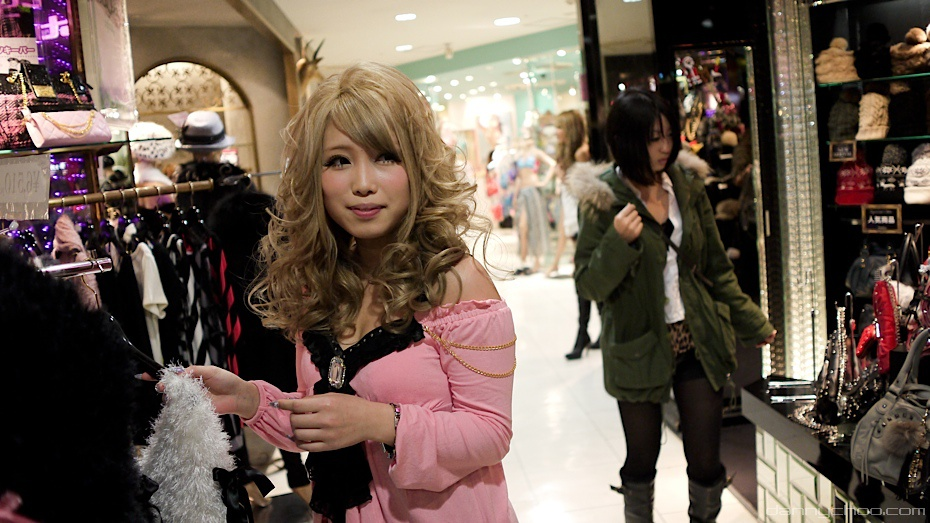
姫ロリの一種。お姫様をイメージとした金髪の巻き髪、オフショルダーで甘めのトップスは緩く衣紋が表現される為、ゴージャスなテイストが特徴
（写真は2010年頃）

2007年 - 2012年頃まで流行。過去に「ロマンティック系」（ロマ系、ロマとも）と呼ばれていたファッションが派生したもの。姫ギャルとも呼ばれる。現在は元ジーザスディアマンテの社員であり、小悪魔agehaの登場モデルである三添桂子の兼ね合いでage嬢の一種と認識されている。
他のギャルブランドのようにボディラインの強調や露出によるセクシーさを追求したものではないが、リボンやレースをあしらい、フリルやファー、刺繍、シースルー素材などふわふわした着用感はまるでロリータ・ファッションそのものを連想させる。しかしメイクやヘアスタイルがロリータと大きく異なり、特にヘアスタイルはage嬢よりも巻きが多く、比喩するならばお伽話に登場するお姫様をギャル化させたような容姿となる。したがって、先述のage嬢の一種と認識されるとおり特有の強いメイクが特徴であり、つけまつげを使用して垂れ目や、大きな瞳をとことん強調するため、まさしくギャルの系統のファッションであることが分かる。そのため、姫ロリはロリータ愛好者の中ではロリータファッションと認識されない傾向が強い。
ロリータ愛好者の中での姫ロリとはBaby, The Stars Shine Brightのようなブランドを指すが、ギャル系としての姫ロリとは先述の三添桂子が以前店長を務めていたジーザスディアマンテやLIZ LISA、そのセカンドラインであるTRALALAなどを指す。ロリータファッションをギャルと同義に扱われることを忌避している、またはそのブランドの店員と顧客のファッションの温度差（店員は姫ロリなのに、客は似て非なる姫系であるなど）が大きいとも言われる。ゴシック・ロリータファッション愛好家からも含めて批判の対象となる場合が多い。

### 2010年代 -

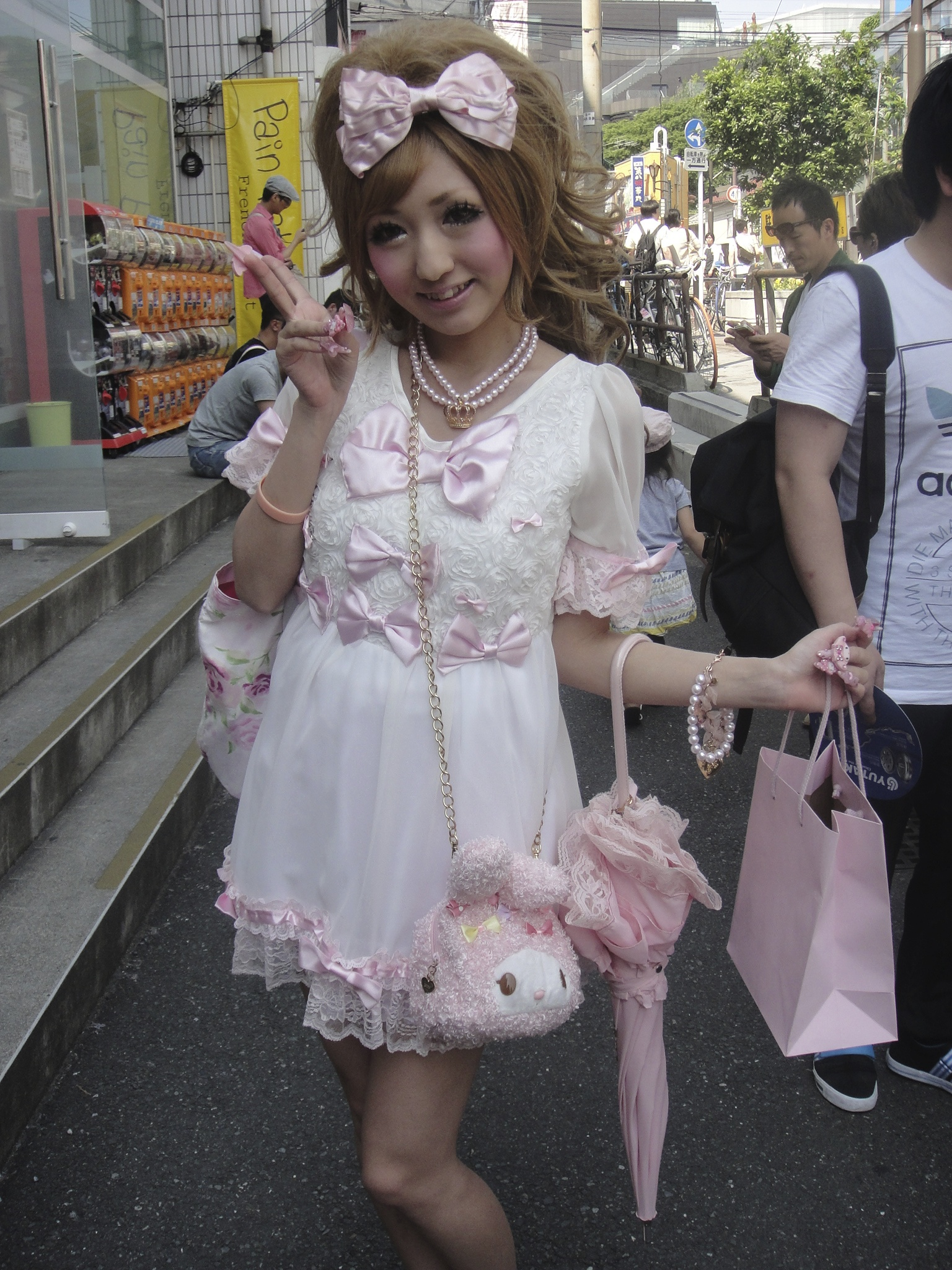
渋原系の姫ギャル。原宿系のテイストを取り入れているのがうかがえる。
（写真は2012年）

2000年代後半にはギャルのカリスマが西野カナや加藤ミリヤなどの歌手を代表とするものから、益若つばさや舟山久美子などの、ギャル系ファッションモデルが支持される傾向に変化した。また、渋谷系ファッションと原宿系ファッションを融合した新しい考えとファッションとして、「渋原系」という言葉も生まれ定着した。
その結果、渋谷系ファッションにはヤマンバギャルなどのような派手なメイクではなくナチュラルメイクが流行する結果となったが、渋谷系ファッションに見られた2000年代までの劇的な変化や、奇抜な新しいギャルの変異や誕生があまり見られなかったことにより、原宿系ファッションへの流行の転機となった。このことも相まって渋谷系ギャルが消極化していくことになる。
2014年には、『EDGE STYLE』『BLENDA』の休刊、『Happie nuts』『小悪魔ageha』を発行していた出版社インフォレストの事業停止、そして1995年創刊で、約20年にわたりギャル文化を牽引した『egg』までもが休刊となり、更にはギャルのカリスマであった浜崎あゆみの紅白落選などが続き、ギャル文化がひとつの終焉を迎えたとする指摘もある。
また、2010年代中盤以降の脱ゆとり教育の導入とともに広がったブラック校則の激化をはじめとした、1980年代のような管理教育の復活等により、メイクや髪染めができない普通高校が増加し、BLEA学園等といった校則の存在しない専門学校や通信制高校に在籍する生徒、あるいは中卒者以外の間では、ギャルファッションの学生が大幅に減少した。この結果、2000年生まれや2001年生まれを中心とする、学校生活に満足できなくなった清楚系の若者が、放課後に商店街に集まって自傷行為やオーバードーズを繰り返すなど、1980年代に全盛期を迎えた暴走族以来の大きな社会問題が復活することとなった。

#### 渋谷系ギャル雑誌の相次ぐ撤退
渋谷系ギャルが消極化していった原因の一つとして、雑誌媒体におけるファッションモデル依存が挙げられる。
それまでのギャルファッションの多くはひとりのカリスマを崇拝し、己が崇めるモデル（あるいはタレント）が雑誌内で着用する衣服や小物を購入するという動きが強かった。代表的な例として益若つばさにおける「つばさ売れ」という現象などが挙げられる。こうした背景から、加齢によって10代ファッションを通していくには無理がある年齢となったとしても、他のギャル系雑誌に移籍するなど、古くから人気のあるモデル（つまり「着れば売れる」という実績があるモデル）をそのまま登用し続けた結果、新しいモデルやカリスマ的な人物を輩出できなかったことが大きいという見方もある。益若の結婚による『Popteen』卒業となった2008年には各ギャル誌は最盛期を迎えたが、その後の売り上げは極端に落ち込み始め、『小悪魔ageha』を例にとれば2008年には30万部を発行していたものが、2014年には12万部発行し5万部程度の売り上げにまで落ち込んだ。その結果、様々な雑誌編成や社員リストラなどを行ったものの、同誌や『Happie nuts』を出版するインフォレストが4月15日に事業停止され一時休刊となった。また同年5月31日の7月号で『egg』が休刊することが発表された。

#### 若者文化の変化とギャルの盛衰
インターネットとSNSの普及は、10代から20代前半の若者文化に大きな変化を及ぼした。これらは出版不況とも重なるため、前述の渋谷系ギャル雑誌の相次ぐ撤退にも関係するが、SNSの普及によって自分の情報を発信する文化が根付き始め、一般人が自分のファッションコーディネイトをインターネット上に掲載することで閲覧者がその情報を参考にするようになったため、雑誌のような1か月などのスパンで得る情報から、日替わりで得る情報を重宝するようになった。そのため若者の情報獲得行動も、近しい友達を伝って得るよりもSNSなどで自分が良いと思った情報を得るという文化を形成していくことになる。その結果、従来の渋谷系ギャルに多かった「ギャルサー」などによって独自のコミュニティを形成することより、原宿系ギャルのように既存の友人以外にもインターネット上で浅い繋がりを持って幅広いアンテナを持つことで、ファッションの変化に幅やスピードを持たせることができた。情報収集力に差が出た結果でもあり一種の情報格差とも取ることができる。
また渋谷系ギャルは、過去の自分における犯罪歴や悪い体験談、あるいは性の経験人数や初体験の年齢の若さなど負の側面を暴露すること（通称「闇語り」）をすることによって自己顕示していく路線を取っていたのに対し、原宿系ギャルは過去の負の歴史を秘匿化してあくまで現在の自分を一つのキャラクターとして自己表現する路線を取っている（通称「不思議ちゃんキャラ」）。インターネットの普及や情報発信の傾向から、2010年頃より男女を含めて受け入れられるようになったのが原宿系ギャルであり、「闇語り」やそれまでのイメージによってコンプライアンス上の問題から渋谷系ギャルが淘汰されたという見方もある。

#### 原宿系ギャルの台頭

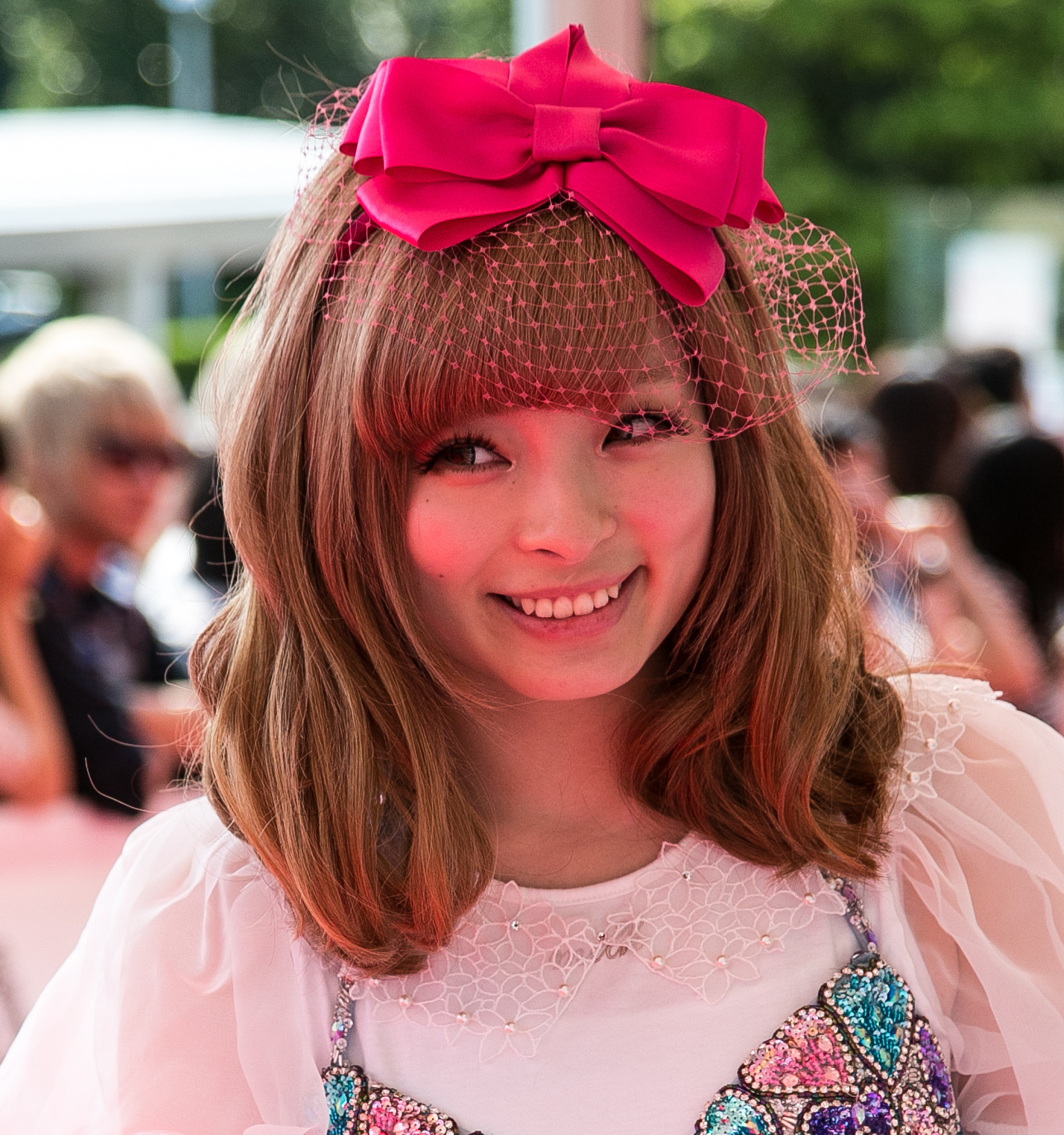
原宿系ギャルのカリスマとして謳われるきゃりーぱみゅぱみゅ。
（写真は2014年）

渋谷系ギャルの衰退と入れ替わる形で、原宿系ギャルが台頭していった結果、きゃりーぱみゅぱみゅや藤田ニコルが原宿系ギャルのカリスマとして認められていくことになる。
それまでの原宿系も『KERA』や『Zipper』などの青文字系雑誌に代表される個性的なファッションを示していたが、原宿系ファッションを好む女性の多くはガーリー系などの比較的ナチュラルなものであった。益若による「渋原系」の提唱がなされた2009年頃より原宿系が渋谷系ファッションを取り入れる動きが興るようになり、その影響はそれまで渋谷系ギャルを中心に構成していたファッション誌『Popteen』が原宿系ギャルを中心にした構成になるなど、明らかにムーブメントに変化が起きていた。
これらの結果、ガーリー系により奇抜なヘアカラーを施した「フェアリー系」に代表されるファッションが流行を示したほか、1990年代末期に原宿系ファッションで一定の流行を示した「デコラ系」が10代半ばの女性に大きく支持され、ヘアピンや衣装にカラフルな色合いの服飾が流行を示すなど、徐々に原宿系ギャルが台頭していく様相となる。

#### 新たな渋谷系ギャル
2010年代中期になると、欧米を中心とした外国人女性により日本のファッションカルチャーに対して大きく評価がなされた。原宿系の台頭によって渋谷系ギャルが激減したが、一部のギャルサーが海外に対するアピールなどを行った結果、他国でも渋谷系ファッションを取り入れる動きが活発化しつつある。その結果、2014年頃には「ネオギャル」という海外セレブのファッションを取り入れた全く新感覚のギャルが登場した。
また、一時休刊となっていたギャル系雑誌『小悪魔ageha』が2015年4月18日に、『Happie nuts』も同年7月17日に復刊された。

## 令和のギャル

### 2020年代 -

#### リバイバル・令和の若年女性のファッション動向
2020年から2022年前半にかけてはコロナ禍の影響でステイホームが叫ばれるなど不要不急の外出が制限されていたこともあって、若い女性の流行に関しても新たな目立った動きはなかったが、コロナ禍が沈静化した2022年後半以降は、Z世代やさらには小学校高学年の女児の間でY2Kファッションやルーズソックスの再流行もあり、ギャルブームが再来（リバイバル）している。ただし、平成のギャル文化とは異なり、令和の時代に「ギャル」と名乗るZ世代の女の子は、平成ギャルと比較すると平凡な身なりで、価値観のみを取り入れている。細かい差異を見つけては、誰に対してもすぐに「異質」として拒絶したり否定したりする現代社会の偏見を持たずに、自分らしさを楽しみながら生きてくなど価値観の部分で令和のギャルブームは支えている。
一方で、2019年前後から現れ始めた、所謂トー横キッズ等を始めとするZ世代の不良達も、たむろしている場所が渋谷区ではなく新宿区歌舞伎町となった。歌舞伎町の若者ファッションもかつての渋谷系のギャル・不良ファッションではなく、ゴスロリやバンギャ（V系）から派生した地雷系・病み系・量産型と言われるファッションを好んでいる。そのため、渋谷から端を発した、ファッションとしての「渋谷系ギャル文化」は衰退が続いているとの意見がある。

#### オタクに優しいギャルキャラの流行
その着せ替え人形は恋をする（喜多川海夢）など漫画などのおたく文化で描かれる「オタクに優しいギャル」が2022年頃には人気ジャンルとしてムーブメントとなっている。

## 海外での評価・コギャルファッションの受容
前述のように「ロリータファッション」とともに「ギャル文化」の中でも「コギャルファッション」には海外人気がある。

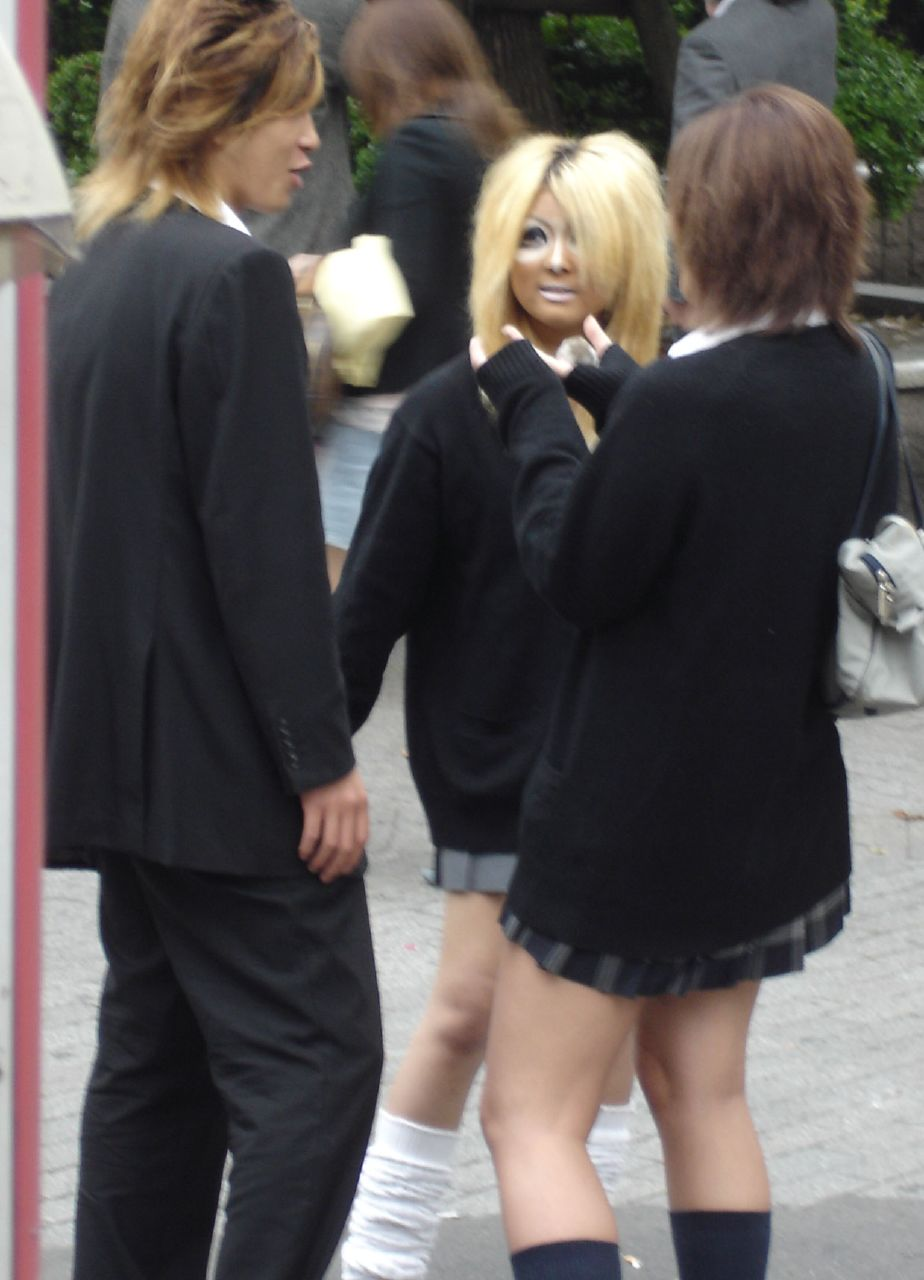
マンバメイクのガングロコギャル達とホスト風のギャル男
（2006年4月初頭）

ギャル文化は渋谷系、原宿系共に外国人からみて日本の若者文化として理解と共感が海外でも見られるようになりつつあるが、当初はこれらのファッションは日本の若者文化の中で特に狂っている（理解できない）文化であると判断されていた。ギャルファッションは「ヤマンバ」や「ガングロ」などが特にロリータ・ファッション以上に狂った文化であると評価される傾向が強く、外国人から見たギャルは1つのジャンルの中に複数のサブグループ（「ヤマンバ」や「ガングロ」など）があるとの認識があり、これらの派生グループとして登場する新たなギャル、さらに新しいサブグループが過去のものよりもさらに奇妙なものとして登場するとの見解を示していた。
外国人にとってギャルとは「ある日、普通の女子高生が足を踏み外し、自分の髪の色を金髪にし、自分の学校の制服を信じられないほど短いミニスカートと、信じられないほど垂れ下がった靴下（ルーズソックス）を用いてセクシーに着こなし、顔を日焼けさせて自分の顔よりさらに濃い色のファンデーションでメイクをして、唇の色と同じ白いペイントで目にステッカーを描いている」という奇異な眼差しで見られていた。いわゆる日本の学校制服で見られる着崩しという行為は、学校制服自体がフォーマルな服装として扱いを受ける欧米文化では受け入れられず、さらにはギャルメイクのあり方なども酷評されることが専らであった。
ただし、日本人でも好意的評価が少ないマンバギャルは不人気であり、これに関しては「パンダの売春婦のように見える」、ヤマンバには「自分のことを日本語で『山のババア』と称する女性」と散々にこき下ろしたり、「限りなく露出し、ハイヒールを履いている様がコールガールを連想するため、男性としては見た目には嬉しいが、どこに目をやっていいか分からない」など、外国人の目には性的な視点で映っていた。また逆に「ギャル男」にあたるファッションをする男性に対しても「なぜ極端にやせ細っていて、しかも自身の貧弱さを強調するかのようにボディラインの薄っぺらい服を着るのか?」などの評価が下されるなど、外国人からは受け入れられない時代が続いた。
上記のような酷評（ヤマンバ」「ギャル男」へは特に）があった中で、「コギャルファッション」に外国人から支持と評価を集めた要因は、政府によるファッション産業や日本文化を広めようとする文化外交による成果と言える。日本国内においては経済産業省がJapan Fashion Week（JFW）を支援することによってファッションの多様化が進み、近年では東京ガールズコレクションが開催されて対外的な発信がなされ、外務省や観光庁においても2009年よりJapan Expoの参加を行い、カワイイ大使の創設などを行ってより日本文化の発信力向上に力を注いだ。
これらの成果として、ギャル以外にもロリータ・ファッションやヴィジュアル系なども、外国人から見た日本文化やファッションへの理解が深まったことで、日本でもテレビで「外国人ギャル」が紹介されることが多くなる。代表的な例としては2009年9月29日放送のフジテレビ『めざましテレビ』の特集「渋谷に外国人ギャル流行」や、2010年3月20日放送のNHK総合テレビジョン『東京カワイイ★TV』の特集「続々上陸！ 外国人ギャル軍団」などで、日本のギャル系ファッションがインターネットなどを通じて外国の若者たちから人気を集め、各国から実際に来日して渋谷でショッピングを楽しんでいる様子などが紹介されたり、2010年1月14日放送のフジテレビ『めざましテレビ』の特集「英国ギャル渋谷道中」では、イギリスから初来日した一般人のギャルとギャル男の2名を、『egg』専属モデルの高橋由真（ゆまち）と田中愛奈が出迎えて渋谷を案内するなど、マスメディアに登場する機会が増えた。なお、このイギリス人2名は自国内でも有名な「マンバ」ファッションの熱狂的な崇拝者であり、母国イギリスの国営テレビ放送局BBCのインタビューでもマンバファッション特有のメイクやファッションの魅力を伝えていた。
日本人と身体的な特徴が似ているアジア系外国人ではなく、ヨーロッパ系の外国人にギャル系ファッションが流行していることが大きな特徴であり、欧米圏を中心に渋谷系ギャルが評価されるようになりつつある。特にガングロカフェなどのギャル系カフェに外国人観光客が急増している。これらのことから現在でも外国人から見た渋谷系ギャルや原宿系ギャルに対して少なからず賛否両論はあるものの、近年では日本の若者文化としての認知度が高まったと言える。

## その他のギャルの分類用語や関連派生語

### パギャル
「中途半端なギャル」の略で用いられる言葉。この意味はかなり広義で使用される傾向が強く、ファッションが成長過程であることから用いられる場合もあれば、あるいはいわゆる「ダサい」からパギャルと呼ばれる場合もある。また、外見だけでなくギャルの精神をあまり受け継いでいない女性に対してもパギャルと呼ばれる場合もある。パギャルを決める尺度はかなり個人での開きがあり、一般的には自分が気に食わないギャルに対する否定的な呼称、あるいは侮辱する場合に用いられる。

### ヤンギャル
ヤンキーからギャルに変移すること、あるいはギャルへ発展する過程段階のことを指す言葉。先述のパギャルと違うのは「ヤンキーからギャル」という明確な意味を持っている点である。容姿や外見に対してヤンギャルという言葉が用いられる場合は、そのファッションがどこかしらヤンキーファッションを彷彿とさせる要素がある場合であり、あるいは前述のパギャルと同様に「ダサい」ということで侮辱する意味合いで呼称される場合もあった。
もともとギャルファッションが流行する過程では、ヤンキー系女性がギャル系に変移した者が多かったことが起因しており、特に1990年代に同様の流れでギャルになった女性は「脱ヤン」とも呼ばれた。ヤンキーファッションも社会的アンチテーゼが強かったため、金髪や濃いメイクなど共通する点が多く、そのためヤンキーからギャルへ変移しやすかったこともこの言葉が誕生するきっかけとなった。
2004年頃から登場した「女性のスウェット族」に対してもヤンギャルと呼ばれる傾向があった。スウェット族の女性が増えた原因の1つにキグルミンの流行と衰退があり、若い女性が着ぐるみを着用して街を徘徊していた層がほぼそのままスウェット族に移った。またキグルミンの着ぐるみも、女性のスウェット族が好んだスウェット衣料も、共通してドン・キホーテでよく販売されていた人気商品であったのも増加の原因になった。
そのため、スウェット族の多くがメイクやヘアスタイルはギャル系でありながらも、衣類は無地同色のスウェット素材の衣料上下（セットアップ）にハローキティのサンダル（キティサン）という格好で外出するのが定番となった。顔はギャルでありながらファッションはヤンキーそのものであると評価された結果、あるいはその格好で深夜に駐車場などに座り込んで数人で談笑するギャルの習慣も相まって、女性のスウェット族も同様にヤンギャルと呼ばれた。
その他の用途として、ヤンキーとギャルを大別せずに1つのジャンルに括った呼称として「ヤンギャル」と呼ばれる傾向もある。

### ギャルみこし

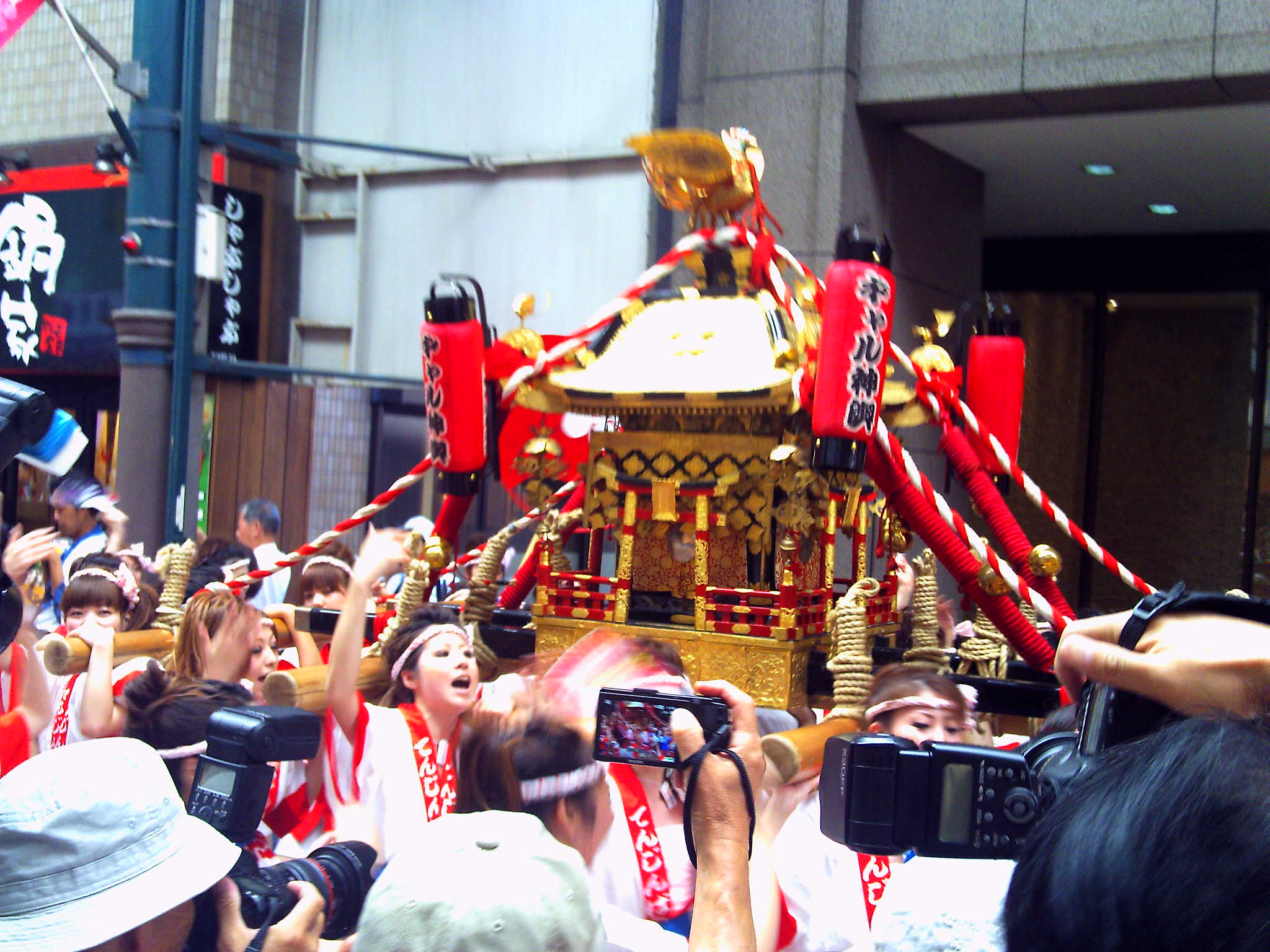
ギャルみこしの様子
（写真は2010年7月23日）

大阪天満宮で開催される天神祭にて毎年7月23日に行われている行事。1981年から続いており、地域文化の発展・振興と地域の活性化の一環として天神橋筋商店街の四町会、四番街、天四北商店街、天五商店街、天六商店街の各商店街団体が中心となって企画された。このギャルみこしは毎年担ぎ手をオーディションにて募集する。オーディションでは参加者それぞれの得意とするかくし芸を面接審査で行って人選し、その中から優秀者は「ミス天神橋」（1名）「準ミス天神橋」（2名）として表彰される。なお、これら優秀者には副賞として海外旅行が贈呈される。
2005年までの参加資格は満16歳 - 28歳の女性に限られていたが、2006年以降は年齢制限が撤廃された。また、ギャルみこしの担ぎ手に選ばれたメンバーはこの他に大阪市の各種公共イベントなどに出席したり、海外姉妹都市などへの招待を受けて演技することもある。2005年は第25回記念大会として、将来を担う子供たちと過去にギャルみこしを経験した母親との親子が参加する企画も行われた。

### ギャルママ
子を出産し、育児を行う母親になったギャルのことをギャルママと呼ぶ。近年では2010年に発足した日本ギャルママ協会に所属している人もいる。

### ノギャルプロジェクト
ギャルから実業家となった藤田志穂が2009年より行っているプロジェクト。都心から地方に向けて農業を行う人材を育成しようと「ノギャル」というプロジェクトを発案し、藤田は一旦代表取締役を辞任してこのプロジェクトに動いた。語源は「農 + ギャル」である。この都心から地方に向けて農業や林業などに派遣を行うビジネスモデルは次第に定着しつつあり、実際に藤田の行いはギャルを含めた若者の農業に対する認識・関心が僅かずつではあるが高まりつつある。
2010年には派生系として漁業を行う「ウギャル」（魚／海＋ギャル）が現れた。

### 渋ギャル
渋谷を愛する雑誌モデルのえひゃんが「渋ギャル」と名付けたと言われている。
シブギャル、SHIBUGAL は、SHIBUGAL株式会社の公式ページによれば商標登録済みといい、所属ブロガーや読者モデルの意見に基づき完成した企画商品として、つけまつげ、フェイスマスク、クレンジングなどが「シブギャル」というブランド名で発売されている。

## ギャルファッションの変遷

### ギャルファッションにおける時代毎の変移と流行
| 時代     | 名称                              | 分類         | 説明 |
| -------- | --------------------------------- | ------------ | --- |
| 1990年代 | ALBA ROSA                         | ブランド     | 1990年代にギャル系が登場した際にカリスマブランドとして認識された。 |
| 1990年代 | アムラー                          | 流行         | 安室奈美恵のファッションスタイルを崇拝する女性の事。ギャル系の発展とコギャルの登場に大きく影響。 |
| 1990年代 | ルーズソックス                    | アイテム     | 履いている状態がゆるい印象を与える靴下で、主にブレザーやセーラー服を着用の上で、ローファーと組み合わせて履かれる。コギャルから制服の着くずしという文化が変化してゆき、それまでの制服の着こなし方が大きく変化させた現在でも定番的なアイテム。 |
| 1990年代 | ロングブーツ                      | アイテム     | コギャル初期のアイテム。特に黒のスエード風のロングブーツが流行した。ブーツの流行はバブル期以前では短命に終わっていたが、コギャルにブーツが流行したことによって2007年にブーティーなどのショートブーツ化したファッションが発生するまで10年以上も定番となった。 |
| 1990年代 | パレオドレス                      | アイテム     | パレオで女性が着るドレスが流行したもの。1枚布を結ぶだけの簡素なもので、夏に着用していた。 |
| 1990年代 | ビキニ                            | アイテム     | バブル期からしばらくは水着の流行はハイレグであったが、ギャル系ファッションがビキニを支持していた。その後、他のファッションも海でのファッションにはビキニを着用する人が多くなった。 |
| 1990年代 | LOVE BOAT                         | ブランド     | 1996年に創業したギャルブランドで、創業当時のこの時代は特に人気が高かった。移り変わりの激しいギャル系の流行にも定番的な地位を確立し、後にLDS（Love Drug Store）LB-03、LOVE GIRL MARKETなどを展開して展開した。 |
| 1990年代 | CECIL McBEE                       | ブランド     | 同じく1996年に創業したギャルブランドで、同じく移り変わりの激しいギャル系の流行にも常勝的な地位を確立しているブランド。現在では新ブランド「Fabulous CECIL McBEE」も展開。同ブランドの代表取締役である木村達央は1996年という年を「渋谷にセクシーカジュアルの突風が吹いた」と評しており、実際にこの年に創業したブランドも多く、さらにはギャル系ファッションがより進展し始めた時期も1996年と重なる。 |
| 1990年代 | アイプチ                          | アイテム     | 二重まぶたにするための糊の一種で、特にギャルメイクを行う上で「目力（めぢから）を強める」というのは一つのキーワードとなっていた。アイプチをすることによって二重まぶたにできる、その反面ギャルが好むメイクを行うには相応の技術が必要となるため、ギャルによってアイプチが流行したものの、中にはメイクが難しくなるという理由でアイプチを使用することを敬遠する者もいた。 |
| 1990年代 | 日焼けサロン                      | その他       | ガングロになるためには日焼けサロンは必要不可欠であった。若しくは黒系のファンデーションをタンニングした肌の上から厚塗りしていた。なお、ガングロの略称には諸説があり、「ガンガン黒い」の略称、あるいは「顔黒」から来ているという説もある。ガングロよりも焼いた肌をゴングロ、さらに焼いた肌をバチグロと呼んだ。ただしこのスタイルの流行は地域差があり、例えば関西地方においては隆盛を極めた時期でさえも、街中でこのようなスタイルの少女を見かけることは稀であった。 |
| 1990年代 | 黒系のファンデーション            | アイテム     | ガングロになるためには日焼けサロンは必要不可欠であった。若しくは黒系のファンデーションをタンニングした肌の上から厚塗りしていた。なお、ガングロの略称には諸説があり、「ガンガン黒い」の略称、あるいは「顔黒」から来ているという説もある。ガングロよりも焼いた肌をゴングロ、さらに焼いた肌をバチグロと呼んだ。ただしこのスタイルの流行は地域差があり、例えば関西地方においては隆盛を極めた時期でさえも、街中でこのようなスタイルの少女を見かけることは稀であった。 |
| 1990年代 | 厚底ブーツ 厚底サンダル           | アイテム     | ソール全体を厚くしたブーツとサンダル。1990年代末期に流行。厚底サンダルは1999年S/Sで流行したが、厚底ブーツは1998年 - 1999年A/Wと、1999年 - 2000年A/Wで流行した。ブーツに関しては前期と後期で種類が違い、初期はスエード調レザーを用いたベージュやクリーム色のブーツが流行した。後期は前期のスエード調以外にレザー調の光沢感のある黒や茶色のブーツが流行った。特に後期は前期のものよりもスタイリッシュな造りが多く、編み上げブーツが特に流行した。 |
| 1990年代 | アニマル柄                        | 色彩         | 1998年頃より流行。特にヒョウ柄、ゼブラ柄が人気を博し、特にヒョウ柄はギャル系の代名詞的な色彩となった。当時、ギャルファッションのキーワードとしてワイルドなイメージを前面に押す、あるいは南国イメージが強いパッションな表現も多かった。この年のアニマル柄の大流行はギャルだけでなく他のファッションにも大きな影響を及ぼした。翌年以降より一旦はアニマル柄の流行は沈静化したが、ギャル系には散発的なヒットを繰り返すようになった。2005 - 2006年A/Wには再度ファッションを問わずヒョウ柄が大流行している。 |
| 1990年代 | キャミソール                      | アイテム     | 1998年頃より流行。それまで下着ないしインナーとして着用していたキャミソールであったが、生地をメリヤス等に変更したトップス向けのものが登場しギャルの間で大流行した。その結果、夏場などはトップスはキャミソール1枚のみという女性も少なくなかった。現在では定番化し、様々な着回しやローテーションができるアイテムとして、あらゆるファッションにおいてキャミソールが定着している。 |
| 1990年代 | ブラストラップ ストラップレスブラ | アイテム     | キャミソールの流行と同時期より普及。キャミソールの形状上ブラジャーのストラップが見えてしまうため、見える箇所をいかにお洒落に見せるかが課題となった。ブラストラップ自体は安価で交換が容易であることから普及に繋がった。特にクリアタイプやアニマル柄は大きく流行した。また、ストラップが見えること自体を忌避する需要もありストラップレスブラも流行した。これらの事象から女性用下着のニーズの幅が広がり、様々なデザインや色柄の下着が販売されていくこととなる。 |
| 1990年代 | メッシュ                          | ヘアスタイル | ガングロからヤマンバが登場する過程で登場した、部分的な色違いの毛染めを施したスタイル。それまでは頭髪は茶髪や金髪などに染色しているスタイルが多かったが、渋谷センター街を発祥として1999年頃に隆盛を極めた。 |
| 1990年代 | パラパラ                          | 音楽         | 1990年代はパラパラは複数回流行したが、ギャルの間でパラパラが大きく流行したのは1990年代末期であった。特に当時はサークルを作って深夜徘徊を行っているギャルたちが、公園や路上など公衆の面前でもパラパラの振り付けを踊って楽しんでいる様子がうかがえた。 |
| 2000年代 | 美白ブーム                        | その他       | 2000年頃より流行した肌の美意識傾向の一つ。1999年頃より放映され始めたポンズ・ダブルホワイトのCMにより、翌年から白い肌が尊重される美白ブームに取って代わった。これによりギャルの傾向が「白ギャル」や「お姉ギャル」という新しいタイプのギャルが登場した反面、従来の黒い肌を基調としたガングロが激減し、その影響でマンバ系のギャルも減少傾向となった。 |
| 2000年代 | ミニ浴衣                          | アイテム     | ギャルブランドの多くが夏になると浴衣を販売しており、これによりギャルの間で夏に浴衣を着ることが定着したが、2000年ころに「ミニ浴衣」というものが登場した。ミニ浴衣は通常の浴衣と比べて身頃が極端に短くなっており、ちょうどミニスカートくらいの丈となっている。ギャル浴衣以外に甚平も好んで着用された。 |
| 2000年代 | アユラー                          | 流行         | 安室奈美恵の信者を「アムラー」と称したことから、浜崎あゆみの熱狂的な信者を「アユラー」と称された。ギャル傾向の白ギャル化が際立って目立つ中、浜崎は多くの支持者に偶像化されていった。 |
| 2000年代 | ミュールサンダル                  | アイテム     | それまでは「ヘップバーンサンダル」と呼ばれていたものであったが、本格的に流行り始めたのは2000年代初頭からであった。当初流行ったものは非常にヒールが低いミュールが流行り、当時はヒールが低いサンダルのことをミュールと誤解する人も多かった。 |
| 2000年代 | メイベリン                        | ブランド     | 日本でも知られるマスカラブランドの一つ。1996年にロレアルグループの傘下となったため、1999年ころより日本でのブランド展開を一新。2000年代よりCMが盛んになるとギャルにもブランドの認知度が大きく向上した。これを危惧したコーセーはブランド「ヴィセ」のイメージキャラクターに浜崎あゆみを起用し、マスカラ市場のギャルの動向はより激しいものとなり、同時にマスカラの性能はこの時期より飛躍的に向上した。 |
| 2000年代 | ストレッチファイバー メザイク     | アイテム     | 二重まぶた矯正アイテムの一つ。2000年に登場して以来、アイプチと二極で覇を競っており、当時メザイクの登場の際にはアイプチでの問題点を解決できるアイテムとして好評を博した。 |
| 2000年代 | 金髪のショートヘア                | ヘアスタイル | 浜崎あゆみの曲evolutionが発表された時期に起きたギャルの傾向。この時期に浜崎はロングヘアからショートヘアにばっさり髪を切ったため、これに感化されたギャル（特にアユラー）が一斉に髪を切り、ギャルの中でショートヘアが大流行した。 |
| 2000年代 | エクステ                          | ヘアスタイル | 2000年代初頭より流行。特に先述の浜崎のショートカット後にエクステをつけてロングヘア化したことが話題となって、多くのギャル（アユラー）たちが真似をした。これによりエクステをつけることが一般的となった。 |
| 2000年代 | チューブトップ                    | アイテム     | 2000年頃より流行。当初は欧米人より華奢な日本人の体形ではズレやすいためにあまり合わず、本格的な流行となったのは2002年以降である。 |
| 2000年代 | ヌーブラ                          | アイテム     | 2002年頃より流行。すでに流行していたキャミソールやチューブトップを、ブラストラップを見せずに着用するにはストラップレスブラ以外に選択肢がなかった。特にズレ防止のためには摩擦の強い生地のブラジャーを使用しなければならず、下着のラインが響くため思い切ったファッションがしにくいという欠点も露呈した。ヌーブラの登場により特にチューブトップやベアトップなどズレやすい形状の衣類や、肩や背中で下着を見せないようにすることができ、前面でも下着の形状が衣類に響かない自然なバストラインを見せられるため、爆発的に流行した。その他にも自身のバストサイズより大きめのブラジャーの内側にヌーブラを装着してバストを大きく「盛る」技術も流行。一般的に痩せ型体形が多いと言われるギャルたちの間で普及した。 |
| 2000年代 | トラパラ                          | 音楽         | 2003年頃より流行。それまではパラパラが流行していたが、いつの間にかトラパラの流行に移行していた。ディスコには連日ギャルが多く居た。 |
| 2000年代 | ネイルアート                      | 美容         | キャル文化の中で特にネイルアートが2003年頃より一般的となった。特にネイルチップからスカルプチュアを実施する層が増えた。当時はまだジェルネイルがなく、加工に時間がかかっていたが、それでも己の美のために待つ労力も惜しまなかった。 |
| 2000年代 | デコ電                            | その他       | ネイルアート技術の発展により、携帯電話をデコレーションすることも流行した。それまでも携帯アートというものがあったが、本格的なものになるとエアブラシなどを使わなければならず専門知識や技術が必要であったが、デコ電は個人でも比較的楽しめた。また、ネイリストがネイルアートの技術を用いて本格的なデコ電を制作し、特に若い女性が好むデザインに仕立て上げることも可能であった。これにより当初はギャルの間で流行し、後に一般女性や子供にもデコ電にする傾向が広まった。 |
| 2000年代 | ケツルル                          | アイテム     | サーフ系の復活により、2004年頃よりCOCOLULUの人気が高まる。同ブランドのジーンズで尻部にロゴがプリントされたものが爆発的にヒットし、これを「ケツルル」と呼ぶ。 |
| 2000年代 | エロカワ                          | 流行         | 2005年頃より倖田來未がギャルのカリスマとして人気を博すと、当時の倖田が「エロかっこいい」と形容されはじめ、また、本人も女性へのメッセージとして性愛に対してオープンになるように発言したことから、ギャルたちが「エロ」に対して寛容になった。ファッションでも「エロ可愛い」を略した「エロカワ」という要素が確立し、男性から見た性的興奮を狙ったファッションが評価されるようになり、挑発的な露出（例：胸の谷間が見える、太ももが見えるように強調した服装）が流行した。この現象は当初ギャル系が先行して受け入れたが、次第に『Seventeen』などのコンサバなティーンズファッション雑誌や、ViViを中心にCanCam、JJ、Rayなどの赤文字雑誌（いわゆるお姉系）にも広がり、ファッションがより男性の視線を意識したものに変移した。 |
| 2000年代 | ショーパン                        | アイテム     | 日本で1970年代に流行したホットパンツの再来。2006年頃より流行。当初の雑誌ではホットパンツと銘打ったが、次第にショートパンツと呼ばれ、やがては「ショーパン」と略されるようになった。従来のミニスカートよりも脚のコーディネイトの自在性が前面に出されることと、スカートと比べて活発な行動が可能であり、特に下着が見えず防寒性があるのは大きなメリットでもあった。 また同年より「ニーハイ丈」というファッションキーワードが登場した。これは2006年当時の美脚ブームから派生するもので、ショートパンツで脚の露出を上げて膝上丈（ニーハイ丈）のロングブーツやニーハイソックスとコーディネイトすることにより脚を長く見せる効果があった。特にニーハイソックスはギャル系だけでなく他のファッションジャンルでも大きく流行した。 |
| 2000年代 | ニーハイ丈                        | 流行         | 日本で1970年代に流行したホットパンツの再来。2006年頃より流行。当初の雑誌ではホットパンツと銘打ったが、次第にショートパンツと呼ばれ、やがては「ショーパン」と略されるようになった。従来のミニスカートよりも脚のコーディネイトの自在性が前面に出されることと、スカートと比べて活発な行動が可能であり、特に下着が見えず防寒性があるのは大きなメリットでもあった。 また同年より「ニーハイ丈」というファッションキーワードが登場した。これは2006年当時の美脚ブームから派生するもので、ショートパンツで脚の露出を上げて膝上丈（ニーハイ丈）のロングブーツやニーハイソックスとコーディネイトすることにより脚を長く見せる効果があった。特にニーハイソックスはギャル系だけでなく他のファッションジャンルでも大きく流行した。 |
| 2000年代 | デカ目                            | 流行         | 2006年に雑誌『小悪魔ageha』が創刊されて顕著になった傾向。メイク技術によって「目を大きく見せる」というものが1つの目標となり、この傾向を「デカ目」と呼んだ。アイメイク用の化粧品も販売競争が激化し、大手化粧品メーカーの資生堂も「MAJOLICA MAJORCA（マジョリカ マジョルカ）」などの若年者向けレーベルでマスカラ「ラッシュ・エキスパンダーネオ」を発表するなど、ギャル（age嬢）のメイクには各化粧品メーカーが注目していた。 またこの他にもカラーコンタクトレンズを取り扱うメーカーも注目しており、医療機器関連メーカーのジョンソン・エンド・ジョンソンも2005年2月にコンタクトレンズ「ワンデー アキュビュー ディファイン」を発売。黒目を大きくくっきり見せられるとして爆発的な人気を博した。翌年11月にはより目を大きく見せられる「VIVID STYLE」が発売された。しかし医療機器として販売される商品がある一方で、雑貨として「おしゃれ用カラーコンタクトレンズ」が医師の診断なく販売され、特にインターネットや雑誌広告などで通信販売された結果、眼障害を伴う事故が多発した。その結果、経済産業省と厚生労働省が厳密に薬事法適用製品とすることを発表、「デカ目」ブームから派生したカラーコンタクトレンズ問題は物議を醸すこととなった。 |
| 2000年代 | ハイブランド                      | その他       | 小悪魔agehaによってキャバクラ嬢が注目されるようになると、彼女らが所持しているルイ・ヴィトン（特にモノグラム・マルチカラーやダミエ・アズールなどの柄）、クリスチャン・ディオール、シャネル（カンボンラインなど）、コーチなどのバッグや財布などを、社会人ギャルだけでなく高校生や中学生のギャルが所持することが増えた。しかし高価なブランドであるため、商品を安価に入手しようとインターネットオークションを利用して並行輸入品と呼ばれるものを入手する者も多く、その結果コピー商品を掴ませられる問題も生じている。 |
| 2000年代 | ムートンブーツ                    | アイテム     | 2007年頃より流行したブーツ。表面はスエードで起毛処理された革（ムートン）を使用し、内側にファーが施されているブーツで、長さは従来のロングブーツと比較するとふくらはぎ丈ほどしかないもの。「シープスキンブーツ」とも呼ばれる。元はアグ・オーストラリアが発売するアグテンブーツと呼ばれるものがこのデザインの原点であり、サーフィンをする者が足先を冷やさぬように施されたブーツで、2006年ころロサンゼルスで流行しサーフ系セレブファッションとして日本に伝わった。なお、日本では本物のムートンが使用されていなくても形状のみでムートンブーツと呼称される傾向がある。春先までブーツとして、特にブーツの履き口を折って中のムートン部を外に露出して使用することもでき、2通りの使い方ができるとして定番化しつつある。 |
| 2000年代 | カラータイツ                      | アイテム     | 2007 - 2008年に流行。ショートパンツが定番アイテムとなった結果、前年度にはレギンスやタイツと組み合わせてコーディネイトする女性が増えたが、翌年にはカラータイツが流行した。様々な色やデニール数により透け感を演出するなど、服飾のアクセントとして取り入れることができ、ムートンブーツと合わせやすいのも人気の理由となっていた。 |
| 2000年代 | ブーティー                        | アイテム     | 2007年秋頃より流行。日本では1990年代中盤より10年以上もロングブーツが定番化してしまっていたため、当時ブーティーはかなり画期的かつ斬新なアイテムであり、同年夏から流行の兆しがあると予測されながら、当初はこれを新しいファッションアイテムとして使いこなせる女性が少なかった。形状はブーツを踝かアキレス腱辺りで切ったような形状をしており、ショートブーツに位置付けられる。これもカラータイツの流行や、ミニスカートからショートパンツへボトムのファッションが切り替わったことによる「美脚化」の流れであった。次第にブーティーとの組み合わせが考えられた結果、翌年以降からも定番化した。 |

### 主なブランド
ALBA ROSA（アルバローザ）
かつてのギャルのカリスマブランド。ロゴにハイビスカスの花を用いている。宮下美恵がギャルのアイコンとなり大流行した。ALBA ROSAは全国の店舗を閉鎖していたが、最近「大人のラグジュアリー・エイジレスファッション」をコンセプトとしたALBA ROSA JAPANとして生まれ変わり、新しい店舗をオープンさせている。
COCOLULU(ココルル)
現役ギャルのカリスマブランド。サーフ系を中心としている。かつては丸井に店舗があったが閉鎖し渋谷109に出店した。2004年頃には後ろにCOCOLULUのロゴが入ったジーンズが流行り「ケツルル」と呼ばれた。
BLUE MOON BLUE（ブルームーンブルー）
109やALTAなどに入っているサーフ系のカリスマブランド。ハイビスカスの花を用いたTシャツやパーカーなどが多い。かつて丸井に入っていたが、北千住マルイ店は2012年2月をもって閉鎖し、すでに丸井から姿を消した。現在消滅。
ROXY（ロキシー）
かつて渋谷109にも入っていたサーフ系ショップ。こちらも宮下美恵がギャルのアイコンとなり大流行した。丸井のフィールドで取り扱ったり、渋谷109には2003年4月にBLUE MOON BLUE（ブルームーンブルー）のサーフ系ショップがオープンした関係で、ROXYのショップは渋谷109から撤退となった。
EGOIST（エゴイスト）
1999年に渋谷109にオープンしたカリスマブランド。
JSG（ジェイエスジー）
渋谷109にオープンしたカリスマブランド。ハデ色パーカーや猫耳がフードについたパーカーなどを取り扱う。渋谷109以外には大宮アルシェに入っている。現在消滅。
マープルQ
渋谷109内に入っているカリスマブランド。ハデ色パーカーやハデ色Tシャツなどを取り扱う。
ANAP（アナップ）
1992年創立、原宿竹下通りの路面店を本店とするカリスマブランド。派手色のパーカーやスエットで作られたショルダーバッグなどを取り扱っている。姉妹ブランドにはANAP GIRLなどがあり、こちらは中学生ギャルをターゲットとするブランドである。また既婚ギャルママとその子供をターゲットとするANAP KIDSなどがある。

### ギャルのメイク
ギャルになるための最低限の法則として、以下の手法が挙げられる。
- アイメイク
- 髪盛り
- ファッション

ファッションに関しては前述までのギャルの派生や系統で紹介したために割愛するが、上記のアイメイク、髪盛りはギャルファッションを行う上で必須といっても過言ではない。ギャルメイクの手法は年代別に変化をしている。1990年代のギャルのメイクは2010年代に比べると比較的ナチュラルなメイクが流行し、1980年代のバブル期のメイクに比べるとパーツ毎に極端な色を表現するような（※：例、真っ赤な口紅やいかにも書いたような濃いブローなど）メイクが廃れ、ベージュ系など比較的柔らかい色のメイクが主流となった。また、チークを使用したりして肌のコントラストを表現して立体的に見せるメイクが多くなり、あるいはマスカラで目の大きさを強調したり、眉毛を形状を加工し、目元のシャープさを印象付けるものが多くなった。
2000年代に入ると、化粧品が驚異的に進化を遂げ、また、ギャルなどの若年層が好む安価な化粧品もドラッグストアやコンビニエンスストアで販売されるようになる。また、資生堂なども大手ブランドも若年者向けレーベルが販売されるようになり、代表的なレーベルにマジョリカマジョルカなどが挙げられる。また、ギャル文化において、小悪魔agehaのようにメイクとヘアスタイルに突出したファッション雑誌の登場は必要不可欠なものであり、それまでにも各ギャル雑誌にてメイクの手法が取り上げられてはいたものの、キャバクラ嬢のメイクやヘアスタイルがクチコミ的に注目されていたのも相まって、このような雑誌の登場は自明の理であったとも言える。現在のギャルメイクはアイメイクに8割の時間と労力が掛けられているといわれる。これは1990年代のギャルの頃から「目で落とす（男を落とす）」というのもキーワードになっていたためでもあり、それから発展した現在のアイメイクは肌のコンディションも自在に操れる高等な技術といっても過言ではない。

### ギャルのヘアスタイル

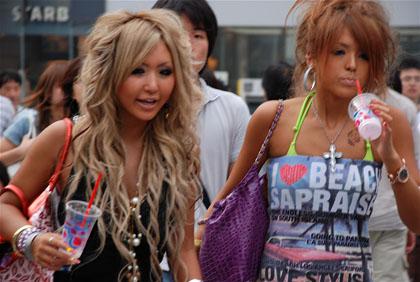
金髪の巻き髪と茶髪のギャルたち（写真は2007年ごろ）

ギャルのヘアスタイルも時代と共に大きな変化を見せた。コギャルブームの1990年代ではストレートヘアに茶髪が流行し、その後金髪が目立った。中でもメッシュと呼ばれる部分的な脱色が1999年頃に隆盛したが、2000年にはいってから次第に巻き髪のギャルが増え始めた。また、頭髪を金髪に見せる技術もこの頃より進歩を見せ、それまでは単にブリーチと呼ばれる漂白剤を何度も髪になじませて頭髪の色素を落として金髪に見せていたが日本人の髪は脱色を繰り返しても黄味だけが残り黄色く仕上がってしまうため、脱色後にカラーリングとして青みがかったヘアカラーリング剤を含ませることによってより自然な金髪に見せる。こうしたヘアカラー技術が発達し、金髪だけでなく「ミルクティ色」など甘めな印象を与えるカラーリングも登場し、次第にヘアカラーが10代や20代には一般的となり、それに伴って市販品でも新商品が続々と発売された。
前述のギャルのメイクでも記した「小悪魔ageha」の影響はヘアスタイルでも大きく作用し、巻き髪、盛り髪という概念が登場する。これは2000年頃より愛知県を中心に発祥したロングヘアに太い縦巻きのカールがついたヘアスタイルを「名古屋巻き」と呼び、これがキャバクラ嬢にとって必須のヘアスタイルとなった。また、小悪魔agehaが創刊されるとそれらのヘアスタイルが日本全国に流行することになり、市販品でもカーリングトングやストレーナーなどのヘアーアイロンがさまざまなメーカーから販売されるようになり、女性の間でも特にギャルにとっては必須のアイテムとなっていった。

### 安カワブランド
「安カワブランド」は「安くて可愛いブランド」の略称。ギャル系のファッションアイテムやメイク用品などを安価で販売している店や、安価で可愛い商品そのものを指して単に「安カワ（やすカワ）」と呼ぶ場合もある。

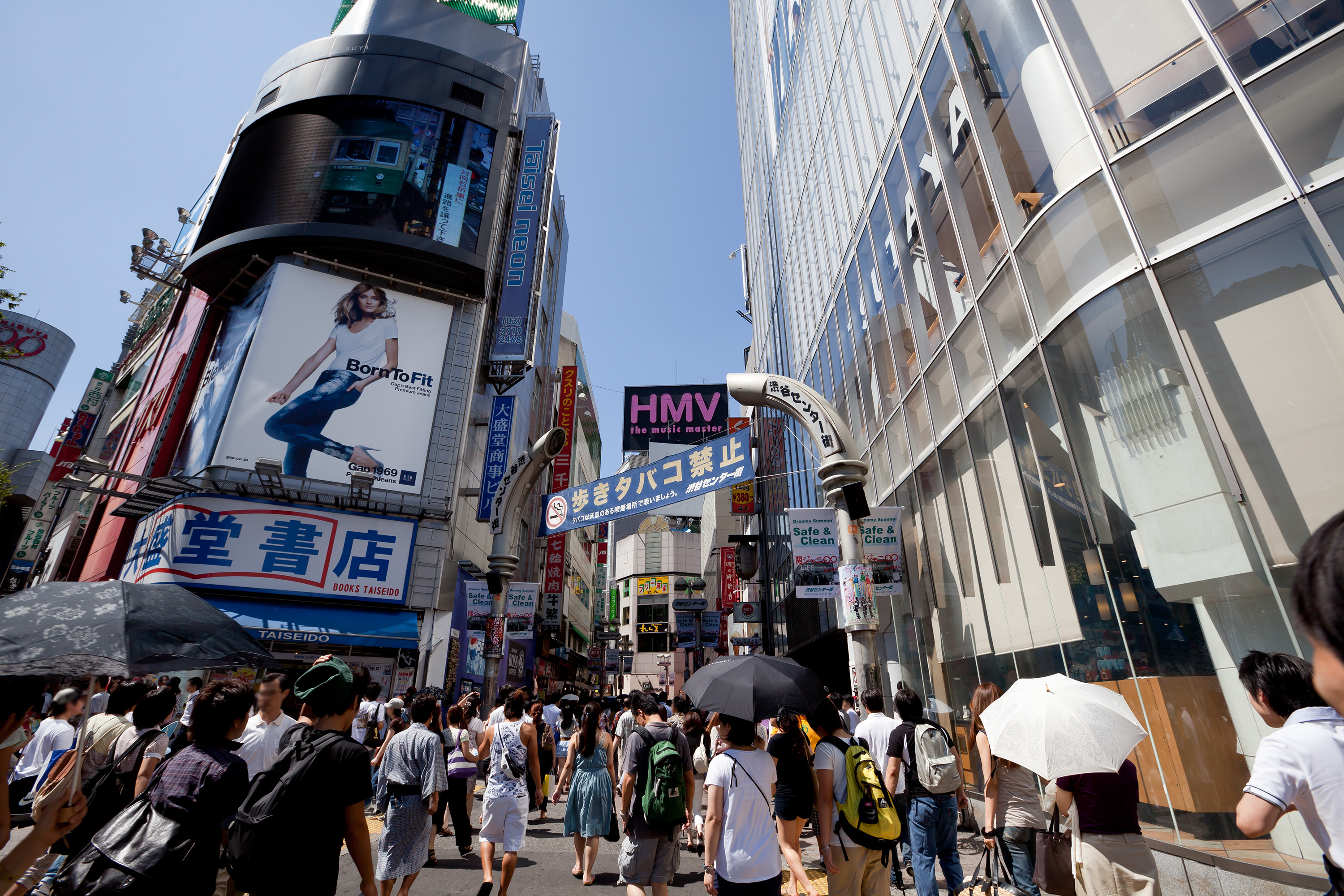
渋谷センター街入口。右手はQFRONT。

渋谷のギャル系や渋谷系のファッションビル
東京都渋谷区の渋谷駅ハチ公口前の地域に大小様々な店が集中している。主なエリアは、渋谷駅ハチ公口前の西側へ伸びる「渋谷マークシティ（京王井の頭線）」から時計回りに、道玄坂、百軒店、文化村通り（東急百貨店本店・Bunkamura前）、渋谷センター街、スペイン坂、井ノ頭通り、渋谷公園通り、北側へ伸びる「JR線（山手線）」手前のファイヤー通り（渋谷消防署前）あたりまで。
J Machree
ファッションビル。渋谷店は渋谷センター街奥にある。
Jam Pixy
ファッションビル。渋谷店は宮益坂の渋谷郵便局横にある。
ドン・キホーテ
ディスカウントストア。メイク用品や雑貨を扱う。略称は「ドンキ」、渋谷店は東急百貨店本店前にある。
ユニクロ
ファストファッション店。渋谷店は「渋谷駅中央口店」「道玄坂店」「スペイン坂店」の3店舗がある。
ユザワヤ
手芸や工芸用品の専門店。ネイルアートやデコレーション携帯電話（デコ携帯）の素材などを扱う。渋谷店は渋谷BEAM内。
マツモトキヨシ
ドラッグストア。略称は「マツキヨ」、渋谷店は道玄坂下に「渋谷Part1店」「渋谷Part2店」の2店舗がある。薬局だがメイク用品や美容関連商品などを扱う。
しまむら
ファストファッション店。この店を好む顧客層は「しまラー」と呼ばれる。
ハニーズ
ファストファッション店。この店はイトーヨーカドーやイオンやダイエーやLIVINなどの大型スーパーやショッピングモールなどに入っている。別名では、ハニークラブやクロスオーバーなどの名前で出している店舗もある。亀戸アトレや新宿のサブナードはハニークラブの名前で店舗を出していて、オリナス錦糸町店ではクロスオーバーの名前で店舗を出している。ここでも、安カワのギャル服や雑貨などを取り扱っている。

## 関連地域や関連ビル

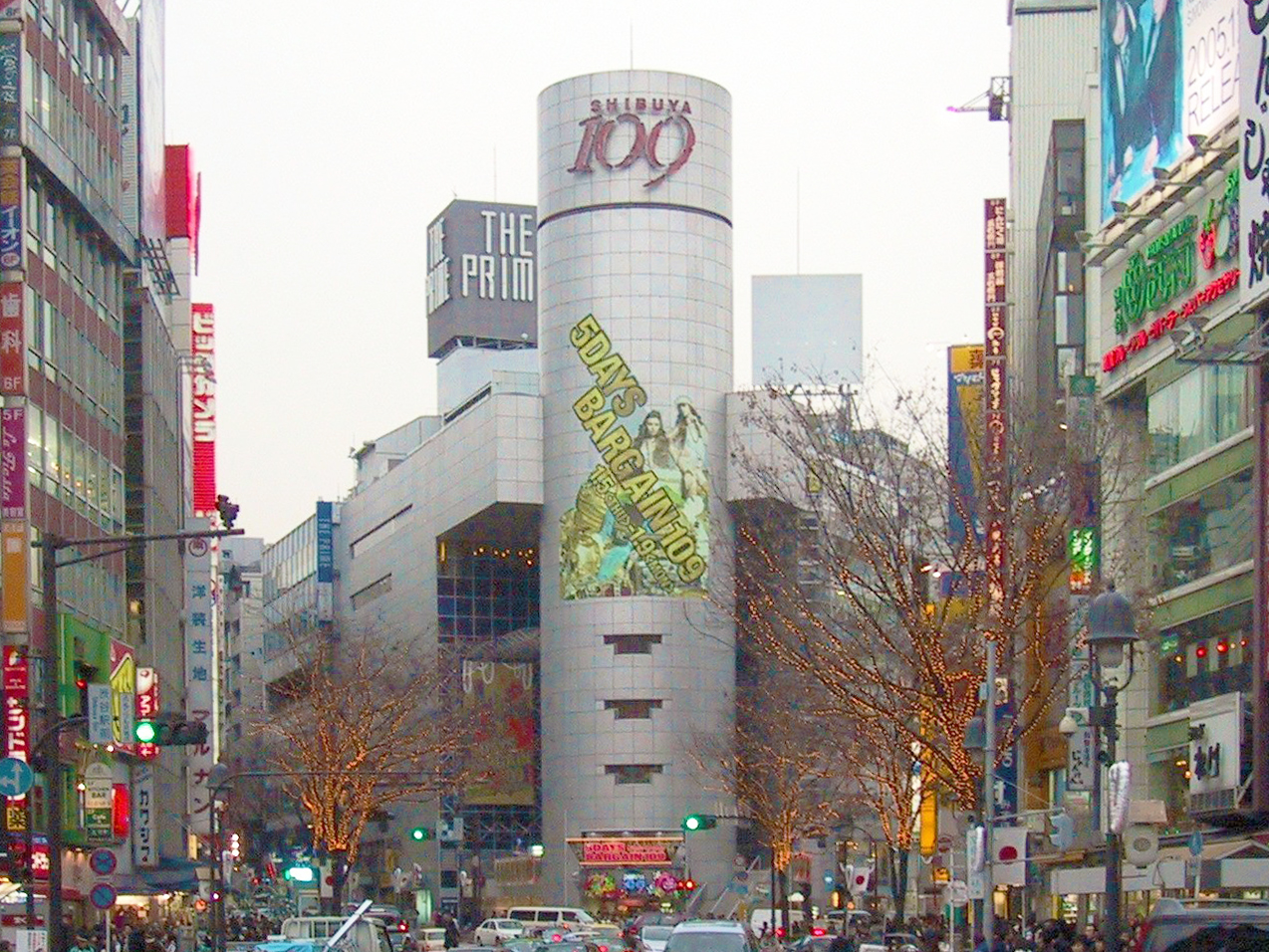
渋谷駅ハチ公口前交差点から道玄坂下交差点を望むと、SHIBUYA 109の正面が見える。

ギャル系や渋谷系のファッションを扱う大型のファッションビル。ファッション雑誌やマスメディアなどで取り上げられるブランドが多く出店しており、カリスマ店員などの特集が組まれることもある。
- 渋谷センター街 - 東京都渋谷区宇田川町の繁華街。
- スペイン坂 - 東京都渋谷区宇田川町の繁華街。
- 109 (商業施設)-109。渋谷店は2店舗。道玄坂にある「SHIBUYA 109（しぶや・いちまるきゅー）」は通称「まるきゅー」。渋谷駅ハチ公口前にある「109-2（いちまるきゅー・つー）」は通称「きゅーつー」。
- 丸井-渋谷店は2店舗。神南一丁目の交差点を挟んで、渋谷駅側が「マルイジャム」、渋谷神南郵便局側が「マルイシティ」。
- パルコ-渋谷店は2店舗。渋谷公園通り前の「PARCO part1」と、その裏手の「PARCO part3」。「PARCO part2」は2007年に閉鎖。

渋谷以外のその他
- ラフォーレ原宿
- ABAB

## 主なギャル系雑誌
ギャル系や渋谷系のファッションを扱うファッション雑誌を挙げる。なお、記載順は月刊誌として定期刊行が開始された創刊年度に従った。詳細は各誌の項目を参照。

### 発刊中
popteen
1980年に角川書店が創刊。ティーンエイジャーの女性向けファッション雑誌の先駆け的な存在。1990年代の「女子高生ブーム」に合わせ、編集方針を大幅に変更して現在に至っている。
S Cawaii!
2000年に主婦の友社が創刊。同社の「Cawaii!」よりも高い年齢層を対象にした。
Ranzuki
2000年にぶんか社が創刊。
BLENDA
2003年に角川春樹事務所が創刊。
GISELe
2005年に主婦の友社が創刊。
美人百花
2005年に角川春樹事務所が創刊。
JELLY
2006年にぶんか社が創刊。
ES POSHH!
2006年にリイド社が創刊。同社の「Ego system」の後継。
小悪魔ageha
Happie Nuts
Happie Nutsは2004年、小悪魔agehaは2006年に共にインフォレストが創刊した。Happie Nutsは黒ギャルがメインのギャル雑誌で、小悪魔agehaは「age嬢」以降のギャル系ファッションに大きな影響を与えた雑誌である。2014年4月15日にインフォレストが負債総額30億円を計上して事業停止となった為、両雑誌が一時休刊となったが、小悪魔agehaが2015年4月18日、Happie nutsが同年7月17日にネコ・パブリッシングより復刊されることになった。
egg
1995年に大洋図書が創刊。素人の読者モデルを積極的に採用し、スタジオ撮影ではなく渋谷の街中でスナップ撮影したポラロイドやプリクラの写真を多用するなど、「コギャル」以降のギャル系ファッションに大きな影響を与えた。1999年にはギャル男系雑誌「Men's egg」も姉妹誌として創刊した。読者の一人で、後に「小悪魔ageha」編集長となった中條寿子は当時の衝撃を「10代の頃いきなり出てきて（創刊されて）あれだけ売れた。（eggは）私にとって神様みたいな存在」だったと述べている。

### 休刊
Cawaii!
1996年に主婦の友社が創刊。2009年に休刊。
Ego system
2004年にリイド社が創刊。2006年に休刊。
Hana*chu→
2002年に主婦の友社が「Cawaii!」の妹系の雑誌として創刊し、2003年に月発売として創刊、こちらはナルミヤインターナショナルのジュニア系ブランドを卒業しギャル系或いは109系ブランドを取り扱った雑誌でもある。2011年4月をもって休刊した。

## ギャルをテーマとした作品

### バラエティ番組
- 『ギャルいかがですか?』（2021年12月 / 2022年3月放送[51]、フジテレビ） - 2022年4月のフジテレビの番組審議会において肯定的な評価が行われた[52]。
- 『ギャルフェス』（2022年5月 - 8月[53]、フジテレビ） - 月曜PLUS!枠で放送されていた。
- 『ホンマでっか!?TV』「いつの時代も#ギャルしか勝たん! ホンマでっか!?ギャル解明SP」（2023年3月1日放送、フジテレビ系）[54]
- 『ギャル問のすゝめ』（2023年12月[55]-、テレビ大阪） - BUZZOOKAチャンネル枠で放送されている。

### テレビドラマ
- 『ギャルサー』（2006年）
- 『おむすび』（2024年）

### アニメ
- 『超GALS! 寿蘭』（2001年〜2002年、テレビ東京系） - 原作は少女漫画誌「りぼん」連載の「GALS!」（1998年-2005年） 。
- 『姫ギャル♥パラダイス ラブ&ビューティー★』（2011年 - 2012年、OVA） - YouTube上の「ちゃおチャンネル」でも無料公開されている[56]。原作は少女漫画誌「ちゃお」連載の「姫ギャル♥パラダイス」（2009年 - 2012年）。
- 『おしえて! ギャル子ちゃん』（2016年） - 原作はWEB漫画の同名の作品。
- 『はじめてのギャル』（2017年） - 原作は少年漫画の同名の作品。
- 『ギャルと恐竜』（2020年） - 原作は青年漫画の同名の作品。
- 『その着せ替え人形は恋をする』（2022年）
- 『経験済みなキミと、経験ゼロなオレが、お付き合いする話。』（2023年）
- 『道産子ギャルはなまらめんこい』（2024年） - 原作は少年漫画の同名の作品。

### ゲーム
- 『放課後シンデレラ』

### 映画
- 『映画 ビリギャル』（2015年）　- 原作はノンフィクション小説の「学年ビリのギャルが1年で偏差値を40上げて慶應大学に現役合格した話」。

## 関連人物
- アイリーン
- 青木英李
- AKI
- 秋山未来
- 安倍麻美
- 安部ニコル
- 安室奈美恵
- 雨宮由乙花
- 荒川
- 荒木さやか
- 安斉かれん
- 安西ひろこ
- 池田美優 - 平成末期から令和の代表的なギャル。
- 板野友美
- 石川恋
- 出岡美咲
- 伊藤桃々
- 井上乃帆
- 今井華
- 大木美里亜
- 小田愛実
- 小原優花

か行
- 加藤夏歌
- 加藤ミリヤ
- 金子きょんちぃ
- 金田久美子
- 鎌田安里紗
- 河西美希
- 川端かなこ
- 川端結愛
- 菅野結以
- 木下優樹菜
- 木村有希
- ギャル曽根
- Kirari
- けみお
- 倖田來未
- 古川結菜
- 古川優奈
- 寿るい
- 小森純
- 権隨玲

さ行
- 桜井美悠
- 桜井莉菜
- 佐々木希
- 重川茉弥
- 篠崎こころ
- スザンヌ
- 鈴木あや
- 鈴木えみ
- 鈴木奈々
- 鈴木ユリア
- 瀬戸ももあ
- 染谷莉亜奈
- 孫暐

た行
- 高橋由真
- 田中れいな
- 田母神智子
- 辻希美
- 土屋怜菜
- 土岐田麗子
- 徳本夏恵

な行
- なちゅ
- 浪花ほのか
- 西川瑞希
- 西野カナ
- 西野七瀬
- 生見愛瑠
- 根本弥生
- 信子

は行
- 橋本甜歌
- 浜崎あゆみ
- 浜田ブリトニー - 「ギャル漫画家」を自称。『パギャル!』をはじめ、ギャルを題材にしたギャグ漫画作品を発表。
- 早河ルカ
- 平野夢来
- 藤田志穂
- 藤田ニコル
- 舟山久美子
- 細井宏美

ま行
- 益若つばさ
- 松田聖菜
- 武藤静香
- 南明奈
- 宮下美恵
- 村田莉
- めいちゅん
- 桃華絵里

や行
- 8467
- 矢口真里
- 山崎嶺緒
- 山田麗華
- 湯上響花

ら行
- りせり
- ローラ

わ行
- 若槻千夏